# Mühlen in Leipzig
Seit dem Mittelalter sind Mühlen in Leipzig nachgewiesen. Es waren Wassermühlen, und sie lagen alle westlich und nahe der Stadt. Das Betriebswasser wurde durch Mühlgräben aus dem überschwemmungsgefährdeten Auegebiet von Pleiße und Weißer Elster herangeführt. Da bis ins 19. Jahrhundert die Wasserkraft die wichtigste Energiequelle war, dienten die Mühlen nicht nur als Getreidemühlen, sondern auch zum Antrieb verschiedener anderer Gewerke. Die Regulierung der Wehre und Abwurfgräben sowie deren Pflege boten einen gewissen Hochwasserschutz.
Die wichtigsten Mühlen waren von Süd nach Nord die Nonnen-, die Thomas-, die Barfuß- und die Angermühle. Mit dem Spruch: „Thomas ging barfuß mit ’ner Nonne über’n Anger“ lernten die Leipziger Kinder ihre Namen. Wegen des geringen Gefälles der Flüsse in der Leipziger Gegend hatten alle Mühlen unterschlächtige Wasserräder. Die Mühlen waren, obwohl nach dem Wachsen der Stadt bereits innerhalb des Stadtgebietes gelegen, bis zum Ende des 19. Jahrhunderts und in einem Falle noch darüber hinaus in Betrieb.
Mit der Eingemeindung der umliegenden Dörfer kamen weitere Mühlen zur Stadt, von denen die meisten aber nicht mehr betrieben werden. Bis zur Aufhebung des Mahlzwangs und der Einführung der Gewerbefreiheit (in Sachsen 1838 bzw. 1861) blieb das Mühlengewerbe streng reglementiert. Die Mühlen gehörten zunächst den jeweiligen Grundherren. Das konnten Gutsbesitzer, Klöster (Angermühle, Nonnenmühle), aber auch die Stadtgemeinde sein. Während der Mühlbann den Einzugsbereich einer Mühle schützte, indem er den Bau weiterer Mühlen in dem betreffenden Gebiet untersagte, verpflichtete der Mahlzwang die Bauern, ihr Getreide in einer bestimmten Mühle mahlen zu lassen.
In Leipzig und in den Eingemeindungsgebieten gab es zahlreiche Windmühlen.

## Historische Mühlen im alten Stadtgebiet

### Barfußmühle

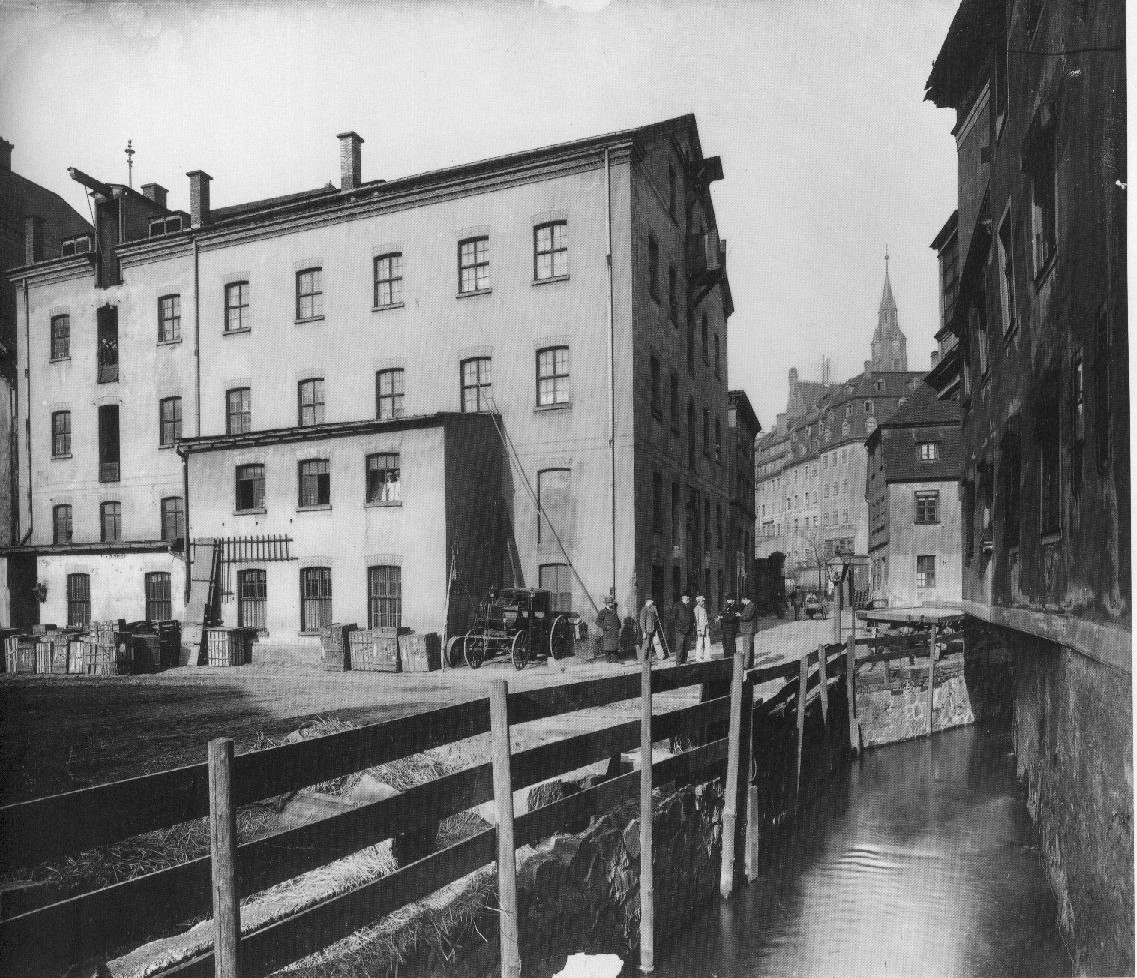
Die Barfußmühle im Jahre 1898 mit der Matthäikirche im Hintergrund, vorn der Abschlaggraben

Die Barfußmühle (auch Burg- oder Barfüßermühle) entstand in Verbindung mit der Burg Libzi, die im 10. Jahrhundert auf dem benachbarten Hügel, der später die Matthäikirche trug, errichtet worden war. (Karte) Sie dürfte damit die älteste Mühle in Leipzig gewesen sein. Zu ihrem Betrieb wurde ein Mühlgraben angelegt, der etwa im südlichen Drittel der heutigen Friedrich-Ebert-Straße vom damaligen Pleißenverlauf abzweigte (Kuhstrangwehr), um dann nördlich der Mühle in die Parthe zu münden.
1224 wurde die Burg geschleift und auf ihrem Gelände ein Franziskanerkloster errichtet. Da die Franziskaner auch Barfüßer genannt wurden, bürgerte sich für die benachbarte Mühle der Name Barfuß- oder Barfüßermühle ein, obwohl die Mühle nie dem Kloster gehört hat. Vielmehr schenkte Markgraf von Landsberg Friedrich (der Stammler) die Mühle samt dem benachbarten Naundörfchen dem Klarissenkloster Seußlitz bei Meißen. 1550 kam die Mühle an den Rat der Stadt Leipzig, der sie 1592 völlig neu aufbauen ließ. Nach einer Instandsetzung 1656 erhielt sie 1703 ihre endgültige Gestalt.
Von 1818 bis 1827 hatte auch die Pianoforte-Manufaktur von Johann Christian Gottlieb Irmler ihren Sitz in der Barfußmühle. Die Mühle wurde 1851 privatisiert. Im Jahr 1876 errichtete die Firma F. A. Sieglitz & Co. dort eine Rauchwaren-Färberei zum Zurichten und Färben von Pelzfellen. Aus Platzmangel und wegen „Ärgerüberschusses“ mit den Nachbarn – das Gerben von Fellen ist mit unangenehmen Gerüchen verbunden – zog man jedoch bald nach Plagwitz um. 1897 kaufte der Leipziger Bauverein die Barfußmühle und ließ sie 1898 abbrechen. Der Mühlgraben wurde überwölbt. Auf dem Grundstück entstand 1907/1908 das Hauptgebäude der Leipziger Lebensversicherungs-Gesellschaft auf Gegenseitigkeit (Alte Leipziger). Seit 2002 wird dieses Gebäude von der Hochschule für Musik und Theater „Felix Mendelssohn Bartholdy“ Leipzig genutzt.

### Angermühle

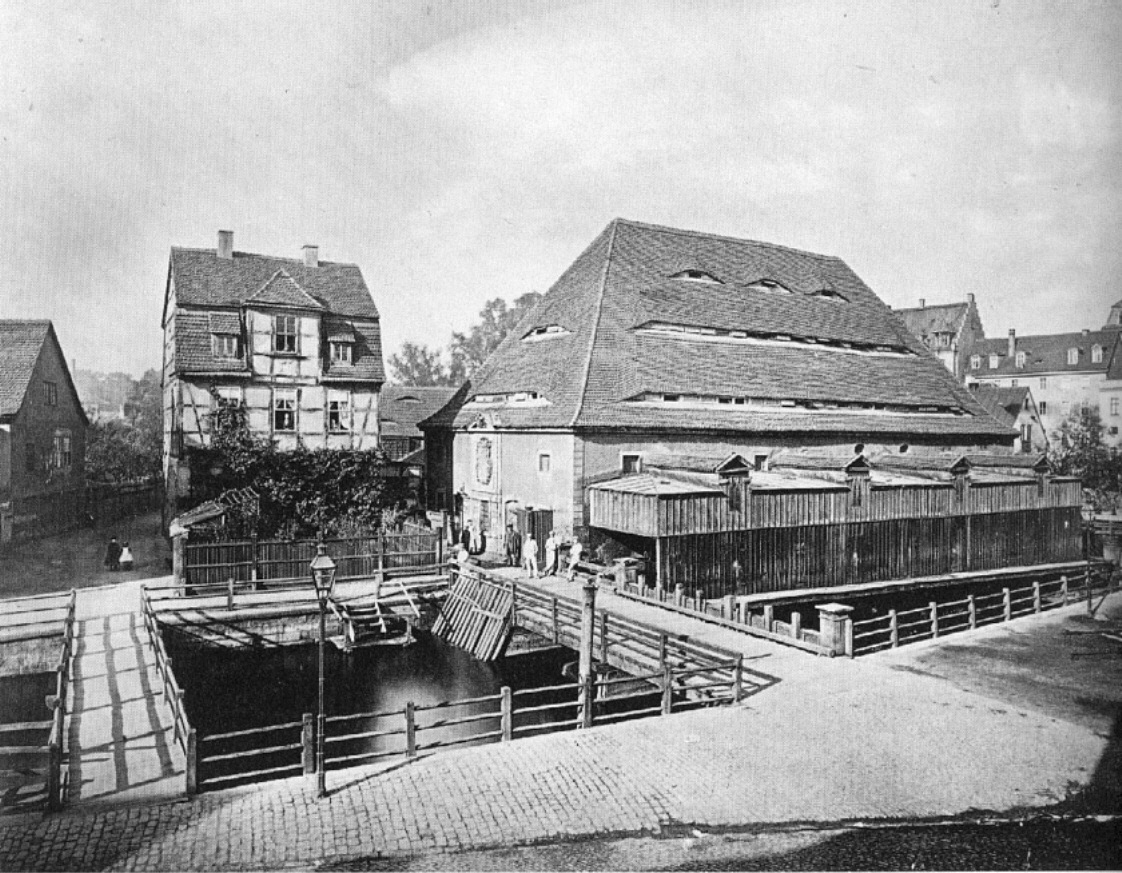
Die Angermühle im Jahr 1875

Die Angermühle hieß anfangs Jacobsmühle und wurde im Jahr 1165 erstmals erwähnt. Ihren Namen erhielt sie nach der gegenüberliegenden Jacobskirche. Nachdem diese 1544 abgerissen worden war, bürgerte sich der Name Angermühle ein. Die Angermühle lag an dem zu ihrem Betrieb errichteten Elstermühlgraben, der durch zwei Wehre (Steinernes und Hochzeitswehr) von den ehemaligen beiden Elsterarmen abgezweigt wurde, etwa auf dem heutigen Grundstück Jacobstraße 1. (Karte)
Die Mühle gehörte dem Augustinerkloster St. Thomas, das sie im Jahr 1296 verkaufte. Danach war sie in Privatbesitz, bis sie die Stadt Leipzig im Jahr 1499 erwarb. Es wird angenommen, dass mit diesem Verkauf die Papierherstellung eingestellt wurde. Die Mühle wurde vorwiegend als Getreidemühle, aber auch als Gewürz-, Öl- und Tabakmühle genutzt. In ihrer Blütezeit hatte sie zehn Wasserräder, auf zwei Mahlgebäude zu beiden Seiten des Mühlgrabens verteilt. 1492 wurde hier das erste Papier in Leipzig hergestellt. Zur Mühle gehörte auch ein städtisches Brauhaus, in welchem der Rat im 17. Jahrhundert seine Münze einquartierte. Nach Bränden und Baufälligkeit wurde die Mühle mehrmals erneuert.
Nach der Verrohrung des Elstermühlgrabens im Zuge des Ausbaus des Ranstätter Steinwegs wurde die Angermühle 1879 abgebrochen. Am Haus Jacobstraße 1 ist eine Mühltafel aus dem Jahr 1701 erhalten.
Mit der Veröffentlichung einer sagenhaften Erzählung über Faustens Höllenzwang in der Angermühle zu Leipzig durch den Geographen und Universalgelehrten Johann Gottfried Gregorii alias MELISSANTES wurde der Mühle bereits 1712 ein literarisches Denkmal gesetzt. Als populärer Fauststoff wurde die Sage in mehrere Sagenbücher des 19. Jahrhunderts übernommen.

### Thomasmühle
Die Thomasmühle lag etwa 250 Meter südöstlich der Barfußmühle etwa auf dem Gelände des heutigen Neubaus Dittrichring 5–7 am wieder geöffneten Pleißemühlgraben (Karte). Ihren Namen erhielt die Mühle nach der ihr in der Altstadt gegenüberliegenden Thomaskirche des ehemaligen Augustinerklosters St. Thomas. Sie war aber zu keiner Zeit Eigentum des Klosters. Sie wurde, obwohl wahrscheinlich bereits um 1200 errichtet, erstmals 1287 urkundlich erwähnt.
Zum Betrieb der Thomasmühle wurde die Wasserführung des Pleißemühlgrabens durch ein noch weiter südlich liegendes Wehr verstärkt, sodass bei Normalwasserstand nun das gesamte Wasser der Pleiße durch den Mühlgraben floss. Dadurch nahm der Mühlgraben bis ins 19. Jahrhundert den Namen Pleiße an. Nach einem Brand im Dreißigjährigen Krieg im Jahre 1642 wurde die Mühle wieder aufgebaut.
Die Thomasmühle hatte wechselnde Eigentümer. 1832 wurde sie von Johann Gottlieb Schlobach (1784–1866) und seiner Frau Johanne Christiane Schlobach geb. Heidenreuter (1793–1881) gepachtet. Sie kauften die Mühle 1845. Ihr Sohn Franz Schlobach (1824–1907) wollte ein Säge- und Furnierwerk in der Mühle einrichten, gründete dieses aber schließlich 1846 unter dem Namen Franz Schlobach Säge- und Furnierwerke in der seit dem 13. Jahrhundert bestehenden Böhlitzer Getreide- und Ölmühle in Böhlitz-Ehrenberg.
Die Thomasmühle wurde von der Familie Schlobach 1885 an Franz Lucke (1857–1927) verpachtet, der später die Mühlen in Knauthain, Knautkleeberg und Stahmeln erwarb. Lucke installierte mit Schlobachs Zustimmung 1887 eine Dampfmaschine und 1893 eine elektrische Dynamomaschine für die Beleuchtung der Mühle. Am 1. Juli 1897 wurde die Thomasmühle vom letzten Besitzer der Familie Schlobach, Paul Georg Otto Schlobach (1857–1906), Enkel von Johann Gottlieb und Johanne Christiane Schlobach, mit den anliegenden Grundstücken an die Stadt verkauft. Die Stadt führte den Pachtvertrag mit Lucke fort.
Nach der Modernisierung der Turbinenanlage war die Mühle bis zu ihrer Zerstörung im Zweiten Weltkrieg in Betrieb. Das Turbinenrad wurde 1995 bei Bauarbeiten geborgen und ist auf dem Gelände der Dölitzer Mühle (siehe unten) ausgestellt.

### Nonnenmühle
Vor 1230 war ein Zisterzienserinnenkloster von Hohenlohe nach Leipzig verlegt worden. 1241 erhielten die Nonnen dieses Georgenklosters von Markgraf Heinrich von Meißen die Mühle des südlich von Leipzig gelegenen Dorfes Lusitz. Doch bereits 1287 gaben sie diese auf und errichteten in unmittelbarer Nähe ihres Klosters an der Stelle der späteren Karl-Tauchnitz-Brücke eine neue Mühle, die Nonnenmühle. (Karte) Für die Nonnenmühle wurde ein neues Mühlgrabenstück mit weiter südlich gelegenem Pleißeabfluss angelegt und das Unterwasser der Mühle in den bestehenden Mühlgraben eingebunden. So entstand der etwa dem heutigen Pleißemühlgraben entsprechende Verlauf.
Nach der Einführung der Reformation kam die Mühle 1543 zusammen mit dem Kloster an die Stadt. Nach Zerstörungen sowohl im Schmalkaldischen als auch im Dreißigjährigen Krieg wurde die Mühle wieder aufgebaut. Ab Mitte des 19. Jahrhunderts wurden in der Nonnenmühle auch Pappe, Buchbinderpappe und Dachpappe hergestellt. Im Unterwasser der Mühle war eine Badeanstalt eingerichtet. Mit der Anlage von Karl-Tauchnitz-Straße und -Brücke wurde die Mühle 1890 abgerissen.
Vom 16. bis zum 19. Jahrhundert befanden sich auf dem Gelände der Nonnenmühle bzw. unweit davon die beiden städtischen Wasserkünste, genannt die Rote und die Schwarze Wasserkunst, welche der Wasserversorgung der Stadt dienten.
An die Mühle erinnern noch die in der Nähe gelegene Nonnenmühlgasse und eine kleine Installation von Wasserrädern im wieder geöffneten Pleißemühlgraben an der Stelle der Mühle.

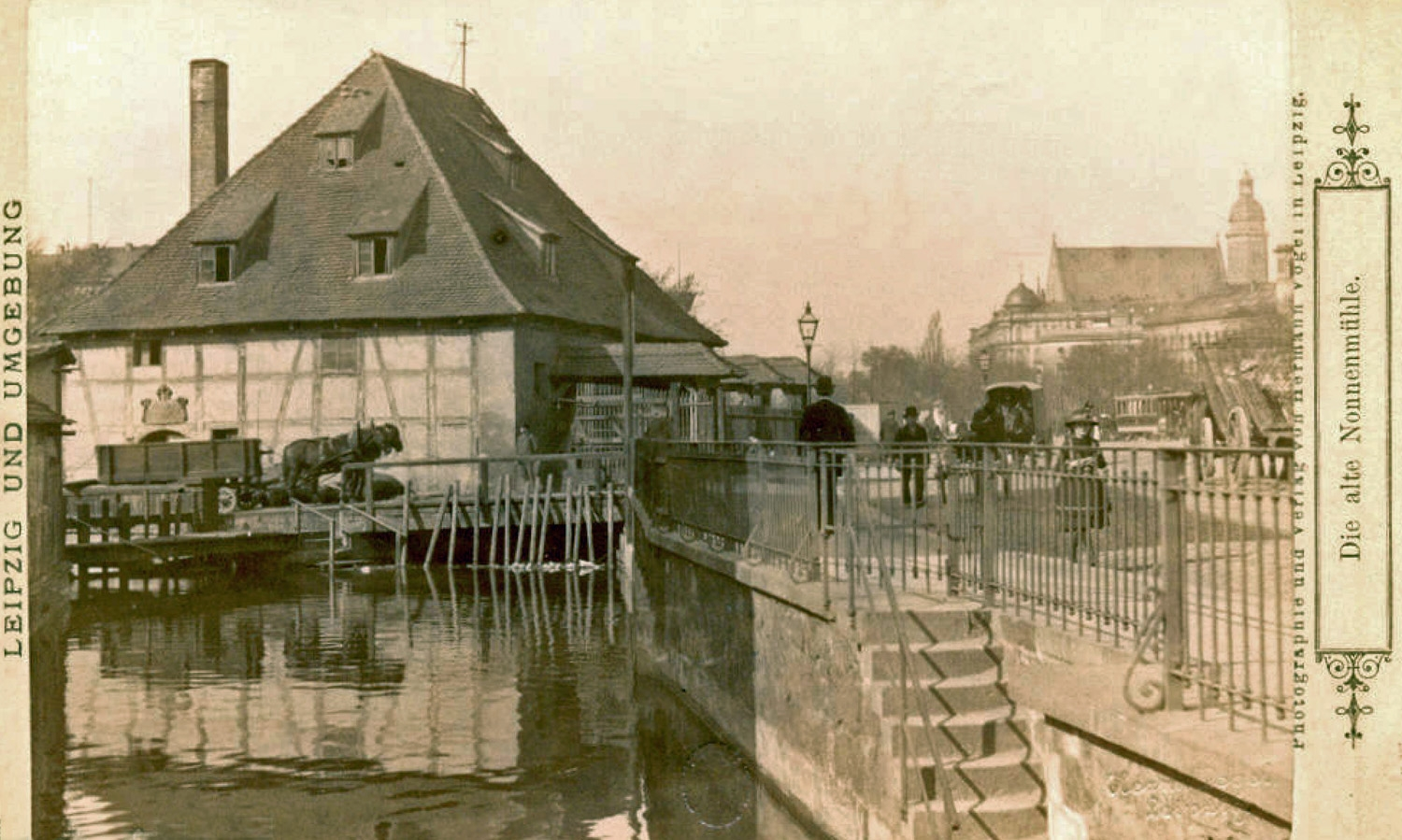
Die Nonnenmühle mit der Harkortstraße und der Thomaskirche, um 1890
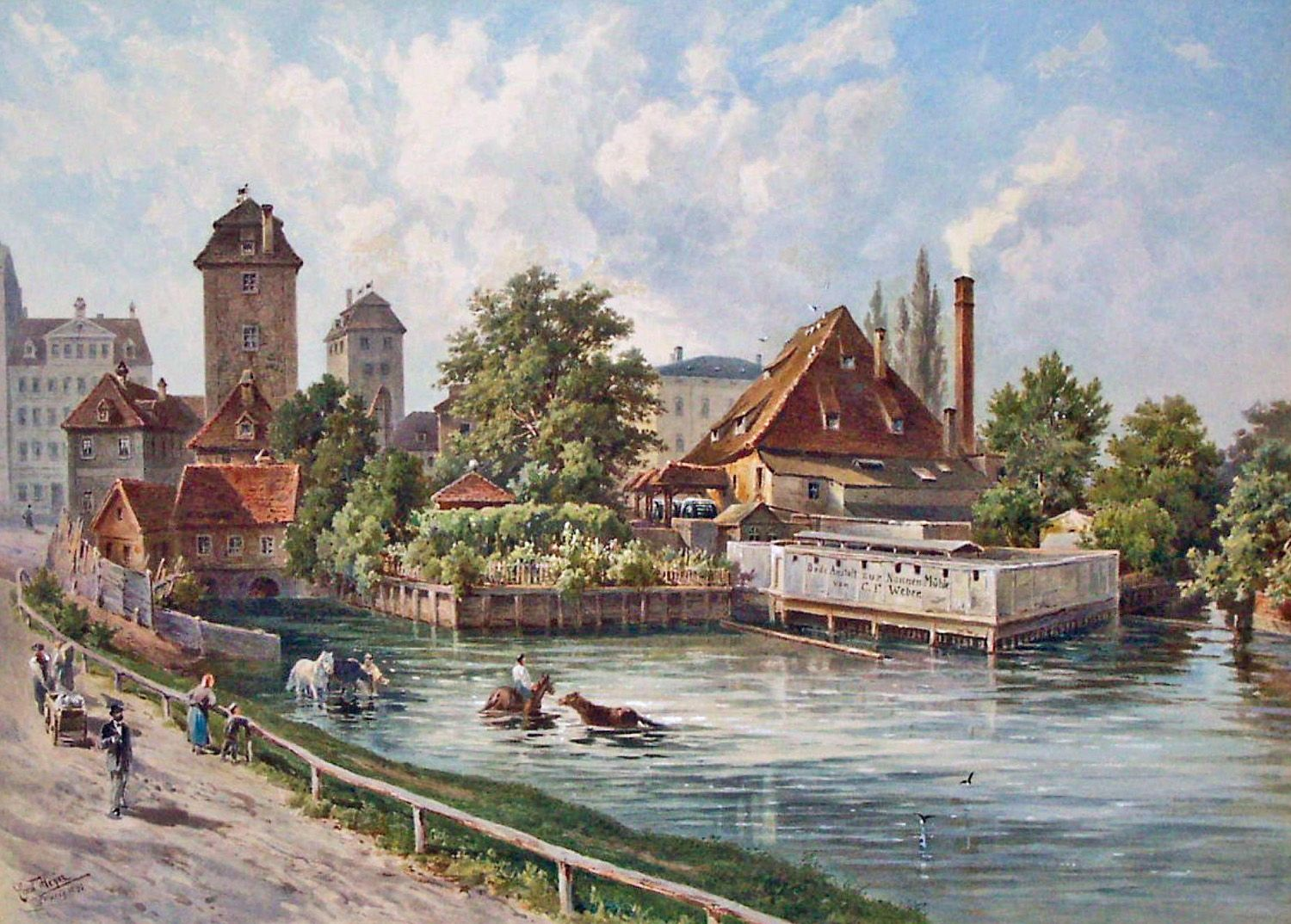
Die Nonnenmühle von Norden mit den beiden Wasserkünsten (links)
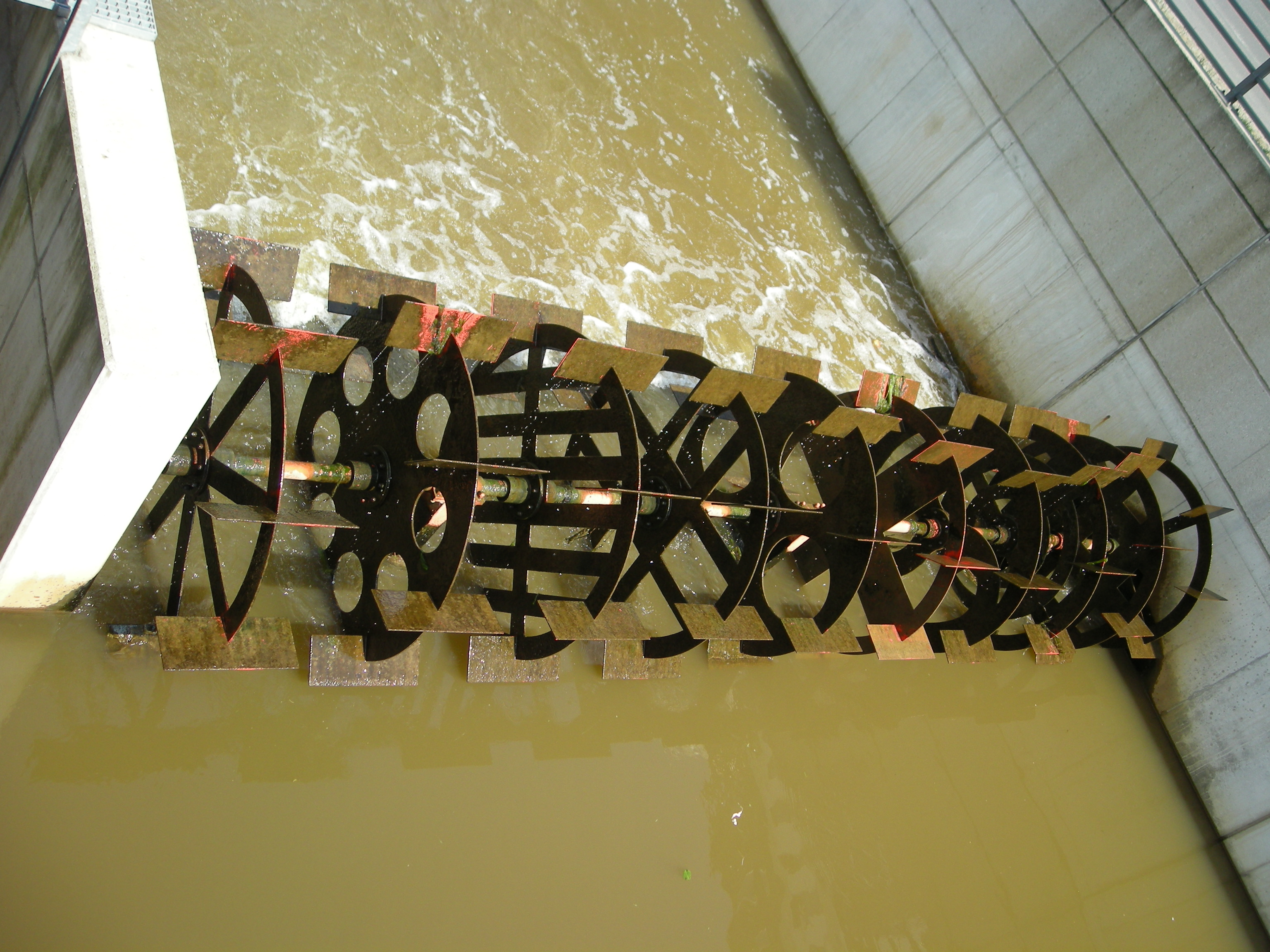
Die Wasserrad-Installation an der Stelle der ehemaligen Nonnenmühle

### Poliermühle
1454 stellte der Rat der Stadt für die Reparatur und Pflege seiner Harnische, Panzer und Gerätschaften einen Plattner ein. Dieser benötigte eine Poliereinrichtung, die üblicherweise von einem Wasserrad angetrieben wurde. Da die Stadt Leipzig zu diesem Zeitpunkt noch nicht im Besitz einer eigenen Mühle und die Errichtung einer weiteren Mühle an den Mühlgräben nicht möglich war, stationierte man eine Schiffsmühle im Pleißemühlgraben in der Nähe der Brücke des Ranstädter Steinwegs über denselben. (Karte) Nach der Beschädigung durch ein Hochwasser im Jahr 1683 wurde die Mühle nicht wieder aufgebaut, da inzwischen in der Anger- und der Barfußmühle, die nun der Stadt gehörten, Polieranlagen vorhanden waren.

### Rossmühle

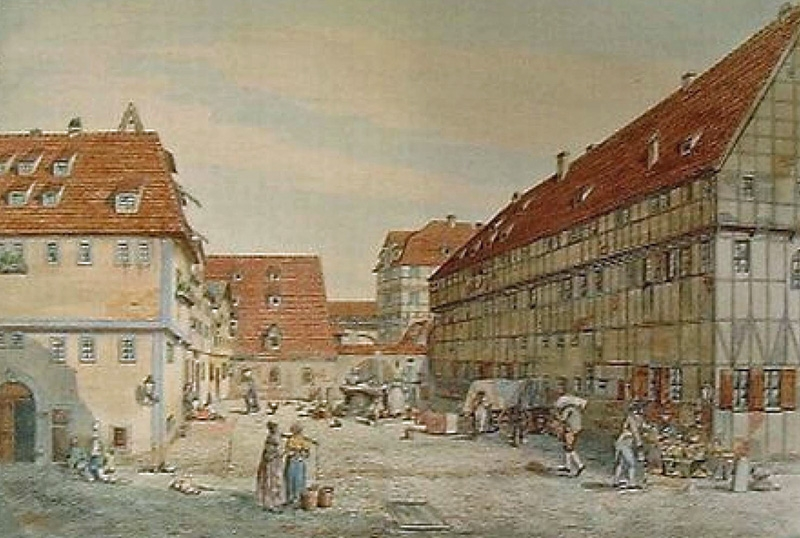
Der Eselsplatz mit der Rossmühle (links) gegenüber dem Kleinen Kolleg, um 1830

Leipzig besaß bis ins 19. Jahrhundert auch eine weder mit Wasser noch durch Wind angetriebene Mühle. Ein Pferdegöpel lieferte die Antriebskraft und damit den Namen „Rossmühle“. Sie lag am Eselsplatz gegenüber dem Kleinen Kolleg der Universität. (Karte) Der Eselsplatz hieß später Ritterplatz und ist der Abzweig der Ritterstraße zur Goethestraße. Es wird vermutet, dass der Name Eselsplatz auf die wartenden Tiere zum An- bzw. Abtransport der Getreide- und Mehlsäcke zurückzuführen ist. Auf einem Leipziger Stadtplan von 1757 wird die Mühle als „moulin a chevaux“ (Pferdemühle) aufgeführt.
Der Gebäudekomplex mit der Rossmühle musste zu Beginn der zweiten Hälfte des 19. Jahrhunderts dem Bau der Georgenhalle weichen.

## Mühlen in später eingemeindeten Ortsteilen

### An der Pleiße
Die drei am Ostrand der Pleißenaue gelegenen Dörfer Dölitz, Lößnig und Connewitz legten in einer Gemeinschaftsarbeit zwischen 1200 und 1250 einen Mühlgraben an, die heutige Mühlpleiße. Jedes der Dörfer bzw. Rittergüter betrieb an ihm eine Mühle.
- Die Dölitzer Mühle (Karte) wurde urkundlich 1540 erstmals erwähnt. 1646 wurde sie durch den Besitzer des Rittergutes Dölitz Georg Winckler erneuert. In der Völkerschlacht brannte sie am 18. Oktober 1813 bis auf die Grundmauern ab, wurde aber im nächsten Jahr wieder aufgebaut. 1870 erhielt sie Turbinenantrieb und wurde danach noch mehrfach modernisiert. Von 1920 bis 1950 war sie stillgelegt und arbeitete vor ihrer endgültigen Stilllegung im Jahr 1974 als Schrotmühle für ein Futtermittelwerk. Sie verfügt noch über teilweise erhaltene Mühlentechnik und steht als letzte erhaltene Wassermühle in Leipzig unter Denkmalschutz. Ein gemeinnütziger Verein widmet sich seit 1992 der Erhaltung der Mühle und des Mühlenhofes.[12] Seit 2009 erzeugt ein neu errichtetes Mühlrad über eine Generatoranlage 5 kW Elektroenergie, die in das öffentliche Netz eingespeist wird.
- Die Lößniger Mühle (Karte) gehörte zum Rittergut Lößnig. 1813 wurde sie zerstört, 1815 aber wieder aufgebaut. 1850 wurde die Mühle in eine Papierfabrik umgebaut. Diese brannte 1852 ab. 1890 wurden auf dem ehemaligen Mühlengelände die beiden an der Mühlpleiße stehenden Limburgischen Villen erbaut.
- Die Connewitzer Mühle (Karte) kam bereits 1275 durch eine Schenkung des Markgrafen Dietrich von Landsberg in die Lehnsherrschaft des Bischofs von Merseburg, der im folgenden Jahr alle Rechte an das Augustiner-Chorherrenstift übertrug, das ab 1277 auch Besitzer des Connewitzer Rittergutes war. 1459 kamen zur Mahl-, Öl- und Gewürzmühle noch ein Kupferhammer und ein Schleifwerk hinzu. 1679 kaufte der Rat der Stadt Leipzig die Mühle, der nun auch eine Schneidemühle angeschlossen war. Während diese ihren Betrieb 1903 einstellte, arbeitete die Mahlmühle bis zu ihrer Zerstörung im Zweiten Weltkrieg. Auf dem ehemaligen Mühlengelände am Eingang zur Mühlholzgasse befindet sich heute ein Autohaus.

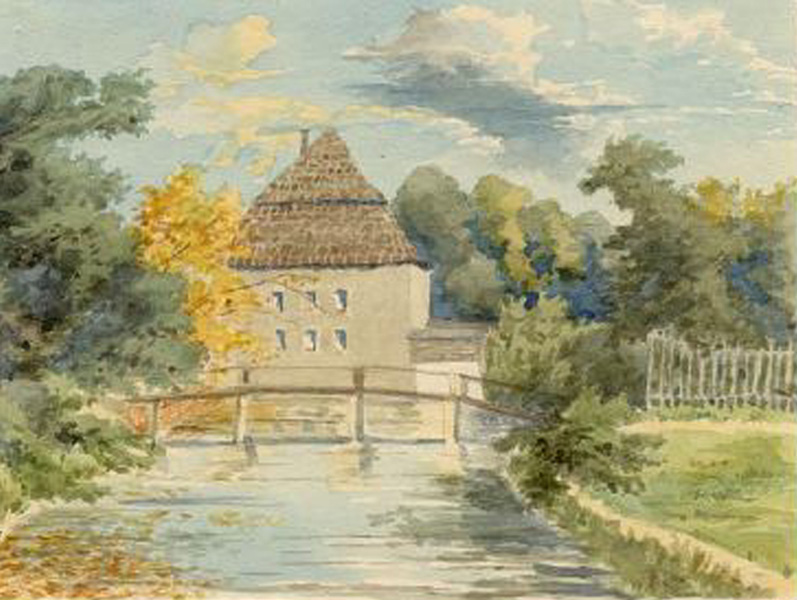
Die Dölitzer Mühle 1894
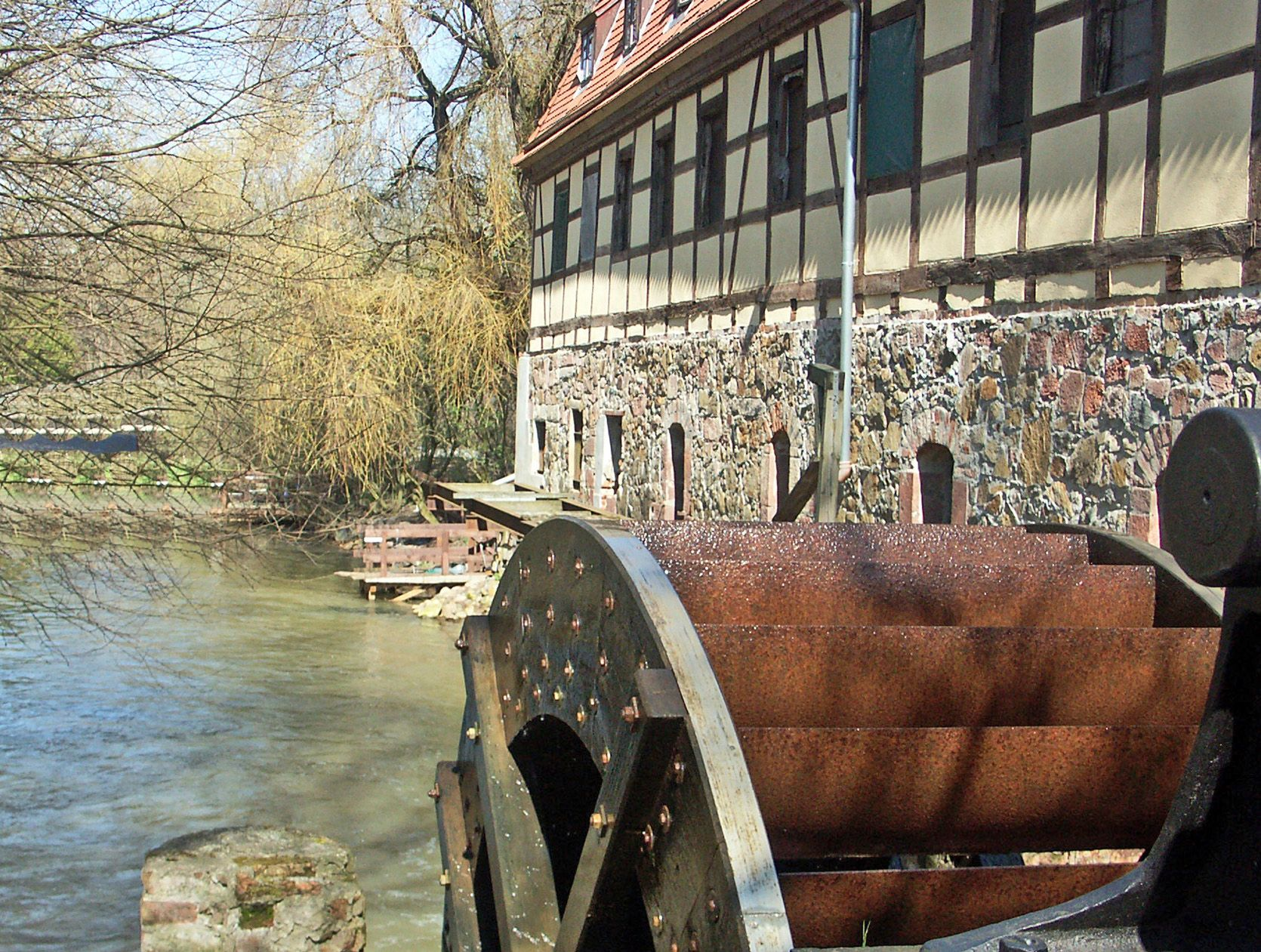
Wasserkraftanlage Dölitzer Mühle 2010
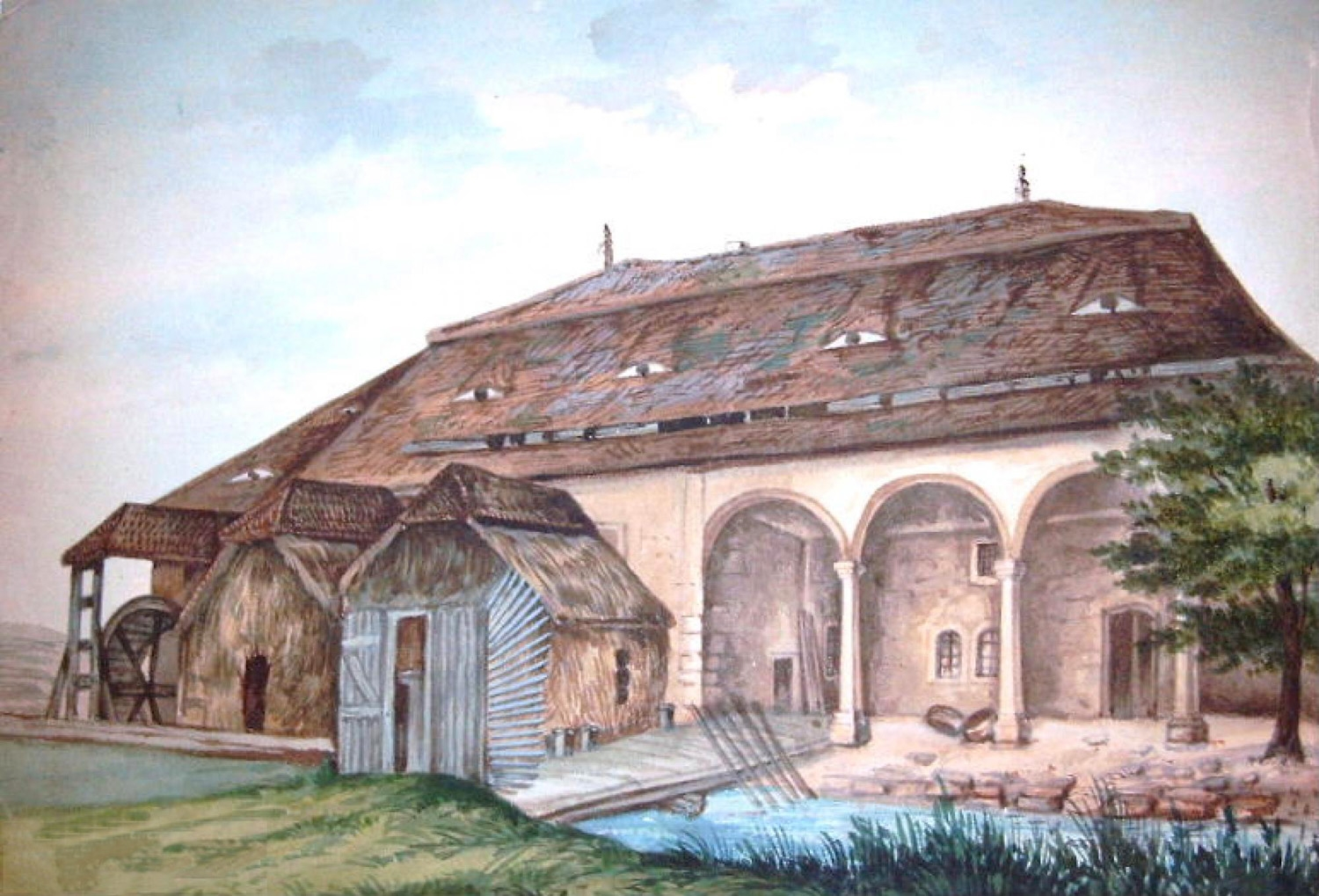
Die Mühle Lößnig vor 1852
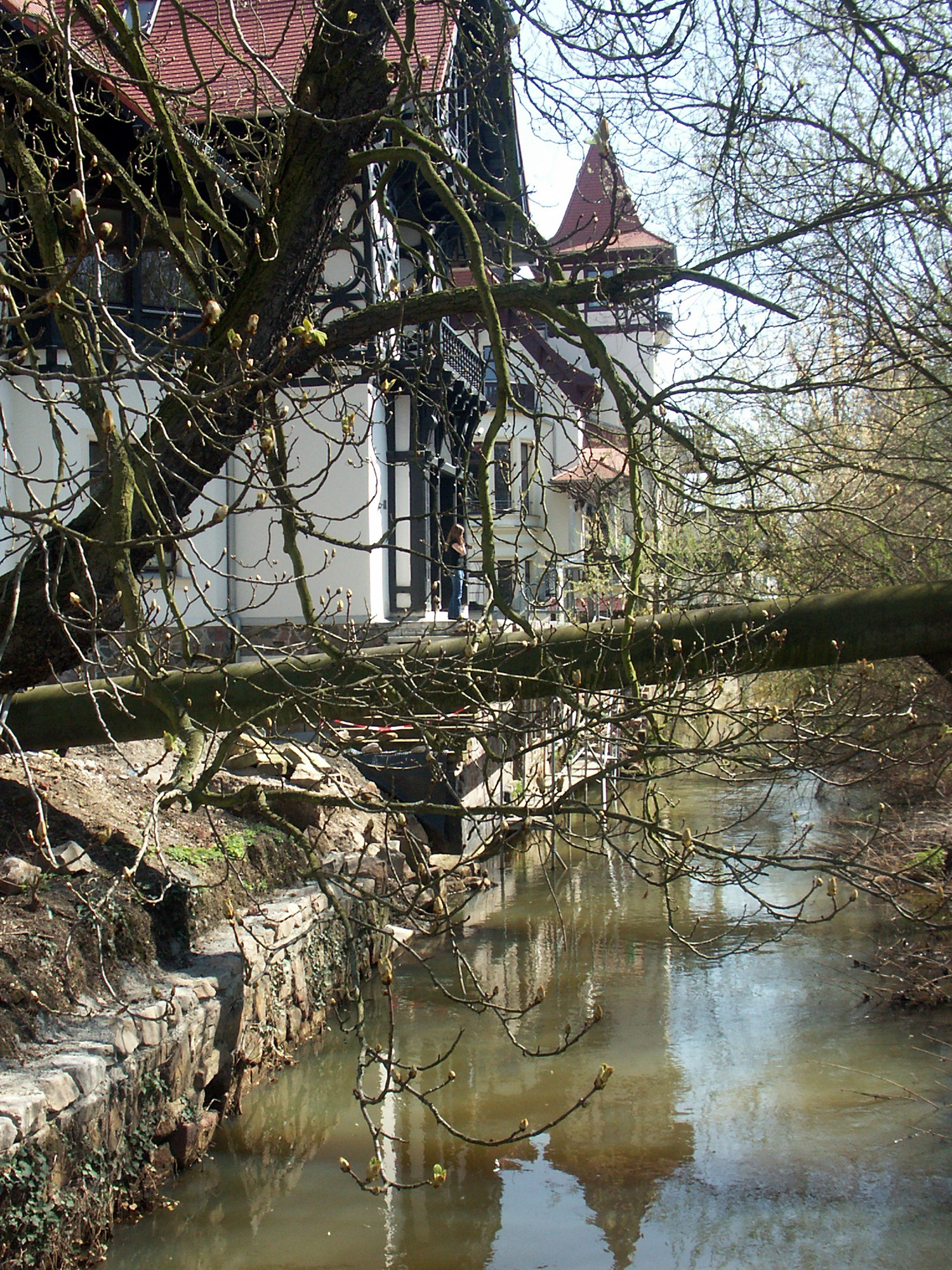
Villen an der Stelle der Lößniger Mühle, 2010
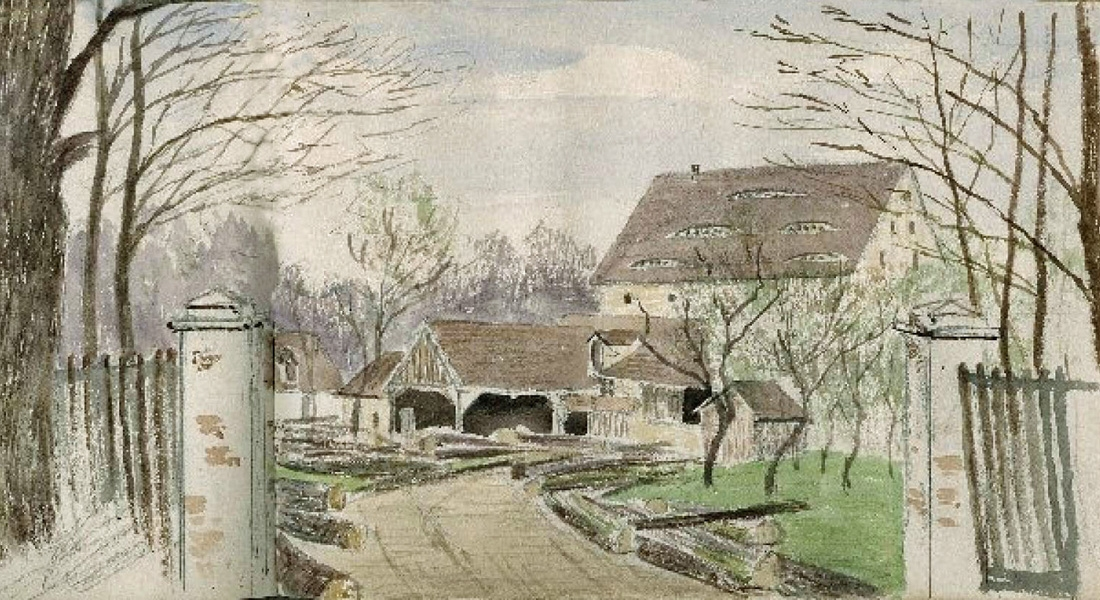
Die Connewitzer Mühle von der Wasserseite 1890

### An der Weißen Elster
Der vor seiner Unterbrechung durch den Braunkohlebergbau 29 Kilometer lange Elstermühlgraben zwischen Profen und Großzschocher wurde im 12. Jahrhundert durch die Mönche des Klosters Pegau und auf Veranlassung des Wiprecht von Groitzsch angelegt und 1627 neu gebaut. Von den elf an ihm betriebenen Mühlen entfallen auf das heutige Leipziger Gebiet die in Knauthain, Knautkleeberg und Großzschocher.
- Die Knauthainer Mühle (Karte) wurde im 12. Jahrhundert als Wassermühle erbaut. 1417 wurde sie erstmals als Ölmühle erwähnt. Die „Mahl- und Oelmühle“ ging 1706 durch Erbkauf an Karl-Hildebrand von Dieskau. 1820 wurde eine neue Kornmühle erbaut, und 1908–1910 wurde die Mühle Am Mühlgraben 14 als moderner Großbetrieb errichtet. In der Mühle, die in den 1920er-Jahren von Franz Pauli an Franz Lucke verkauft wurde, wurde ab 1933 nur noch Weizen verarbeitet. Ab 1947 wurden in einem Nebengebäude Haferflocken erzeugt. Nach der Betriebsstilllegung wurde die Weizenmühle 1991 zum Verkauf ausgeschrieben. Eine Bauherrengemeinschaft aus sechs Parteien errichtete nach einem Selbstnutzermodell darin individuelle Lofts. Das Projekt wurde mit dem Hieronymus-Lotter-Preis für Denkmalpflege der Kulturstiftung Leipzig ausgezeichnet.[14]
- Die Kunstmühle Knautkleeberg (Karte) an der Seumestraße Ecke Am krummen Graben erhielt ihre letzte Form im Jahre 1867/68 von Wilhelm Festner. 1875 wurde anstelle einer Scheune ein Magazingebäude erbaut. Das Wohnhaus an der Seumestraße wurde 1885 nach Abbruch des alten neu erbaut. Nach einem brandbedingten Neuaufbau wurde die Mühle am 28. August 1900 wieder eröffnet. Später ging sie in den Besitz von Franz Lucke über und wurde zuletzt als Roggenmühle betrieben. Der seit den 1990er-Jahren ungenutzte, die Mühle einbeziehende Vierseithof wurde 2008–2012 zu einer Wohnanlage mit 26 Wohnungen umgebaut.[15]
- Die Mühle Großzschocher (Karte) wurde im 12. Jahrhundert vom Rittergut errichtet. Benno Pflugk verkaufte die Wassermühle, die über zwei Wehre in der Elster verfügte, 1568 an Gregor Seiler, bis sie 1658 von Bruno und Otto von Dieskau wieder für das Gut zurückerworben werden konnte. Unter Leitung des Pächters und Mühlenbaumeisters Johann Balthasar Breitschuh († 1731)[16] erfolgte 1705 der Abbruch der alten Wassermühle und der Aufbau einer neuen ziemlich feuersicheren Mühle mit 6 Mahlgängen.[17] Der spätere Besitzer Friedrich Wilhelm Kabitzsch schaffte 1840 als erster Großmüller in Deutschland das Lohnsystem ab, so dass er das Mehl vom auf eigene Rechnung erworbenen Getreide selbst verkaufen konnte. Am 1. Januar 1865 erwarb der Gemeindeälteste der Gemeinde Großzschocher Anton Leberecht Zickmantel (1838–1901) – 1905 wurde eine Straße in Großzschocher nach ihm benannt[18] – vom bisherigen Eigentümer J. Eberius zuerst Anteile an der Mühle, nach dessen Tod kaufte er am 1. Juli 1869 für 108.000 Thaler zusammen mit Friedrich Schmidt (1838–1897) die ganze Mühle, die nun als Zickmantel & Schmidt firmierte.[19] Beide ersetzten die Wasserräder durch Turbinen, später unterstützt durch Dampfmaschinen; in unmittelbarer Nähe entstanden Gasanstalt, Schmiede, Schlosserei, Schafzucht und Mühlpark, die Mühle entwickelte sich zu einem der größten und modernsten Mühlenbetriebe in Sachsen. Nach schweren Bombenschäden am 20. Februar 1944 übernahm später die LPG „Florian Geyer“ das Grundstück und nutzte es als Lager und zur Hühnerzucht. Das seit Anfang der 1990er-Jahre leerstehende 5000 m2 große Areal soll bis 2014 zu 25 Eigentumswohnungen umgebaut werden, noch erhaltene technische Einbauten sollen dabei sichtbar bleiben.[20]

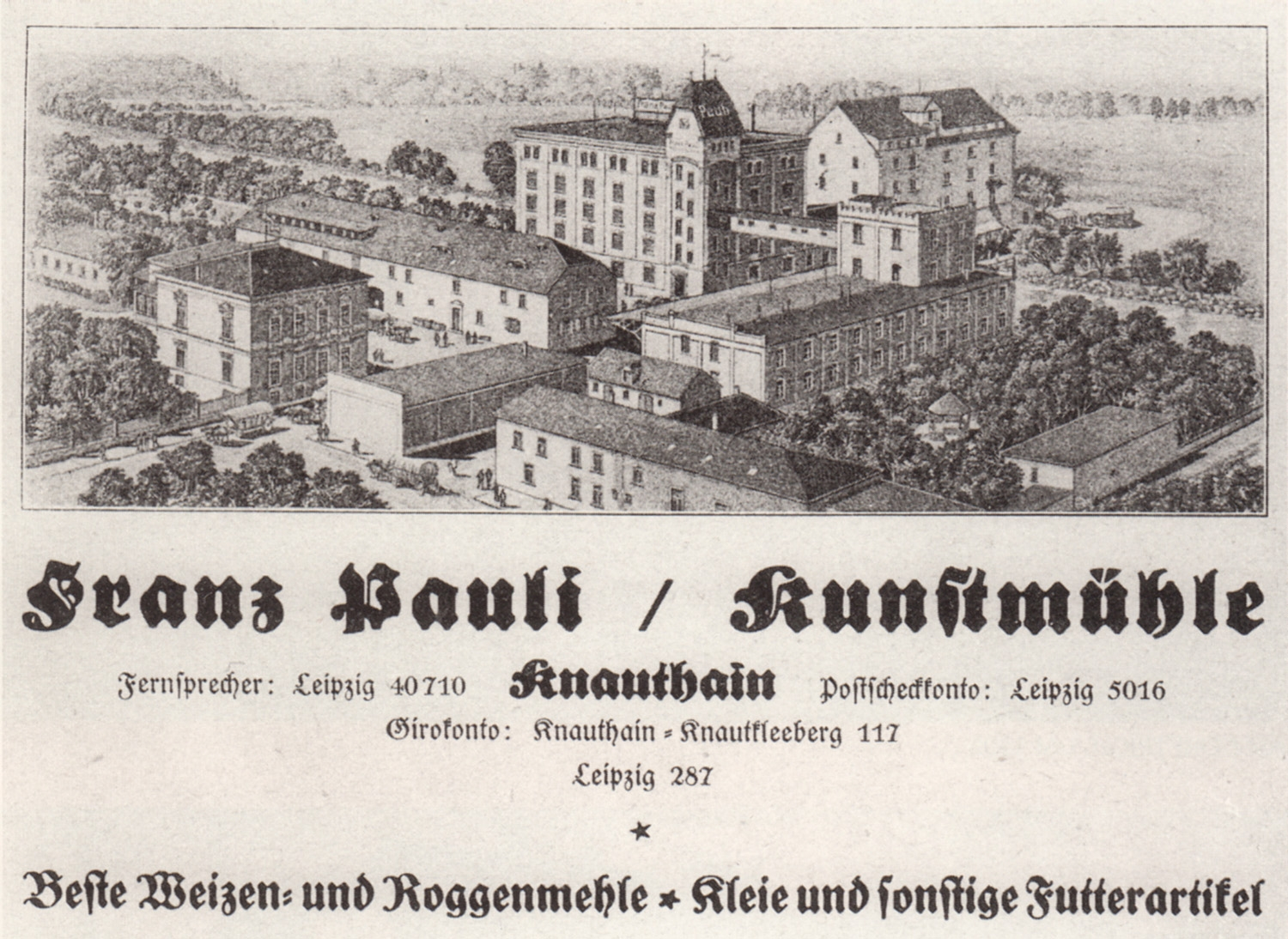
Inserat der Mühle Knauthain 1910
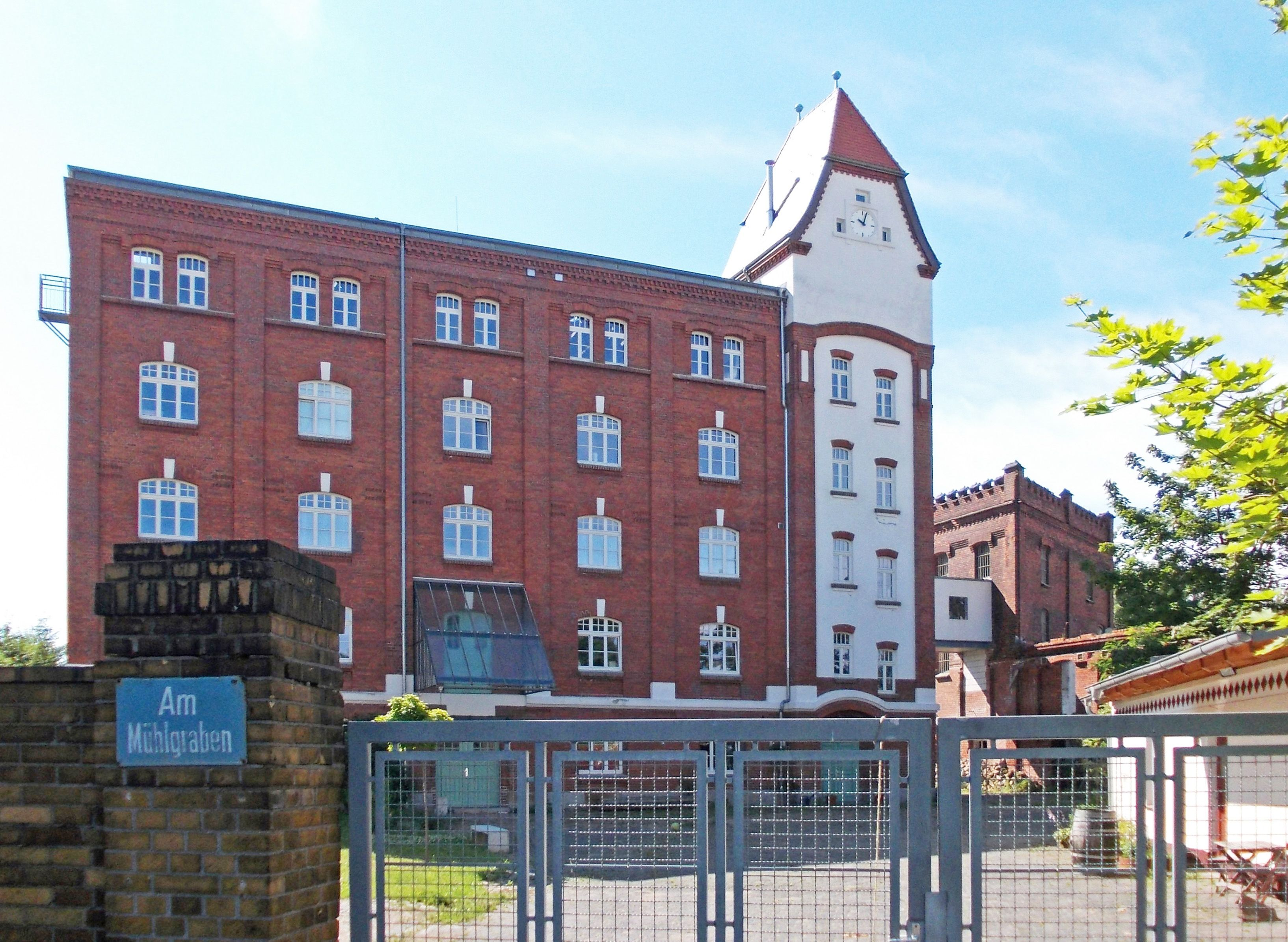
Die ehemalige Mühle Knauthain 2012
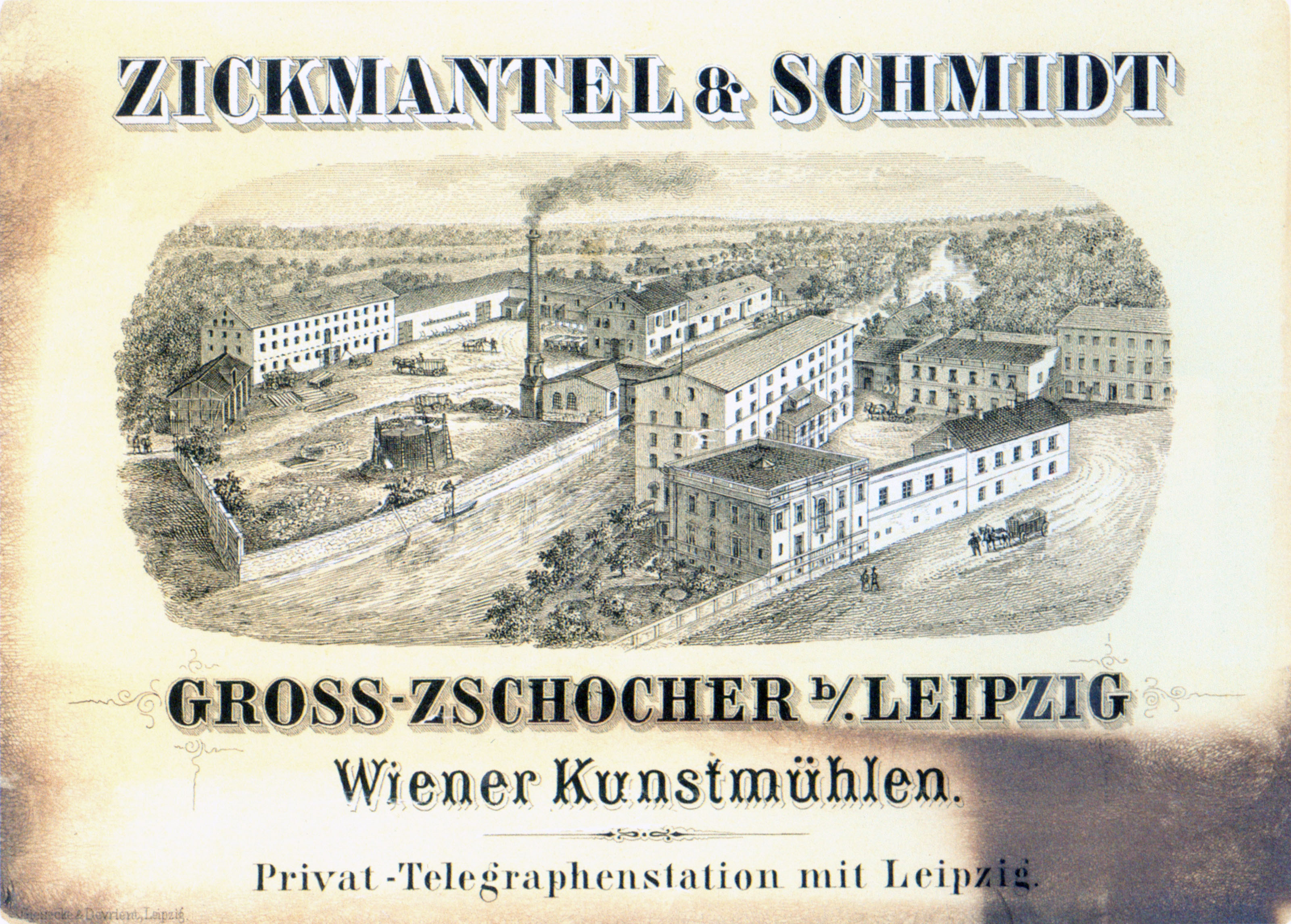
Die Mühle Großzschocher 1880
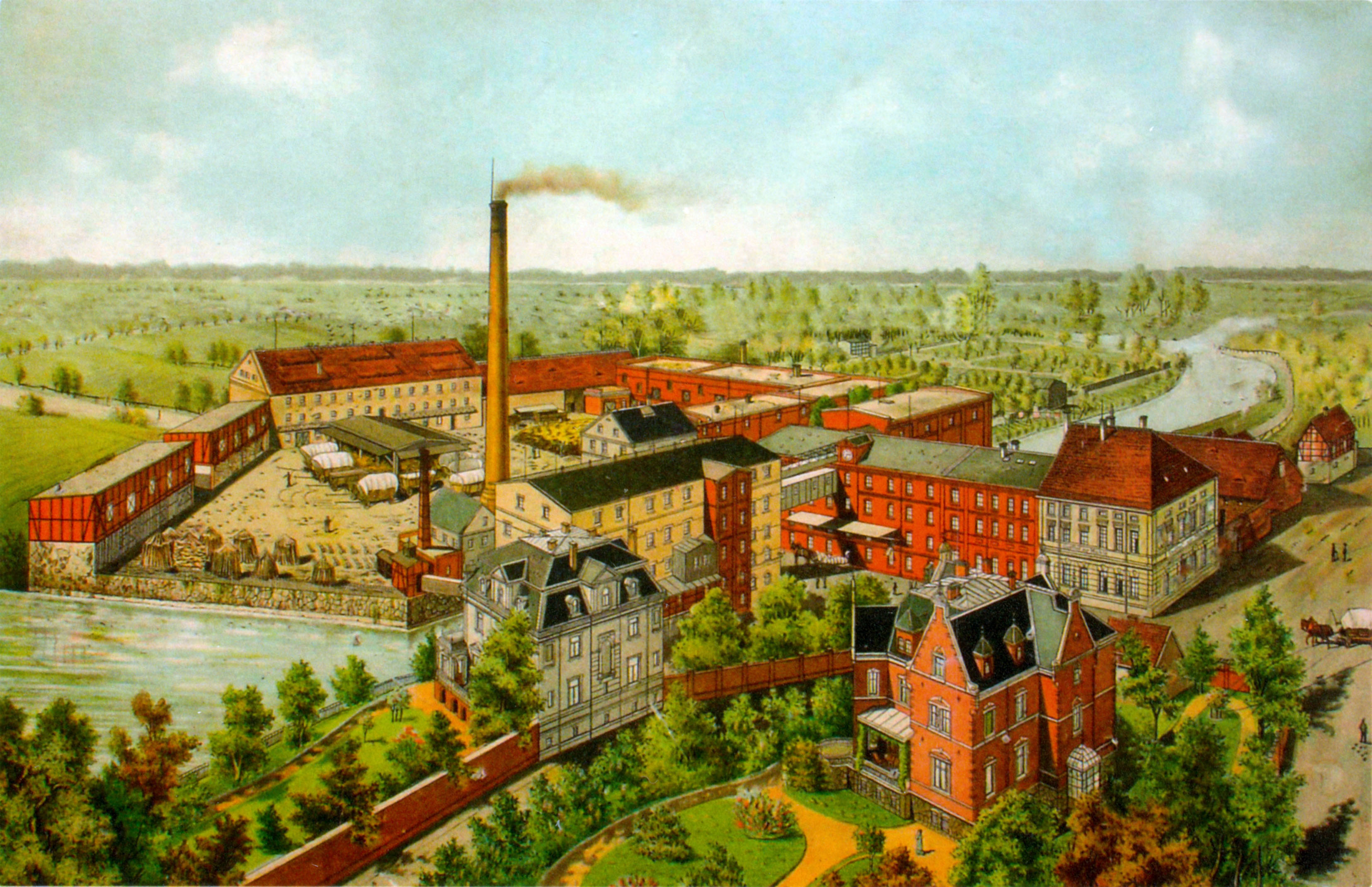
Die Mühle Großzschocher 1910
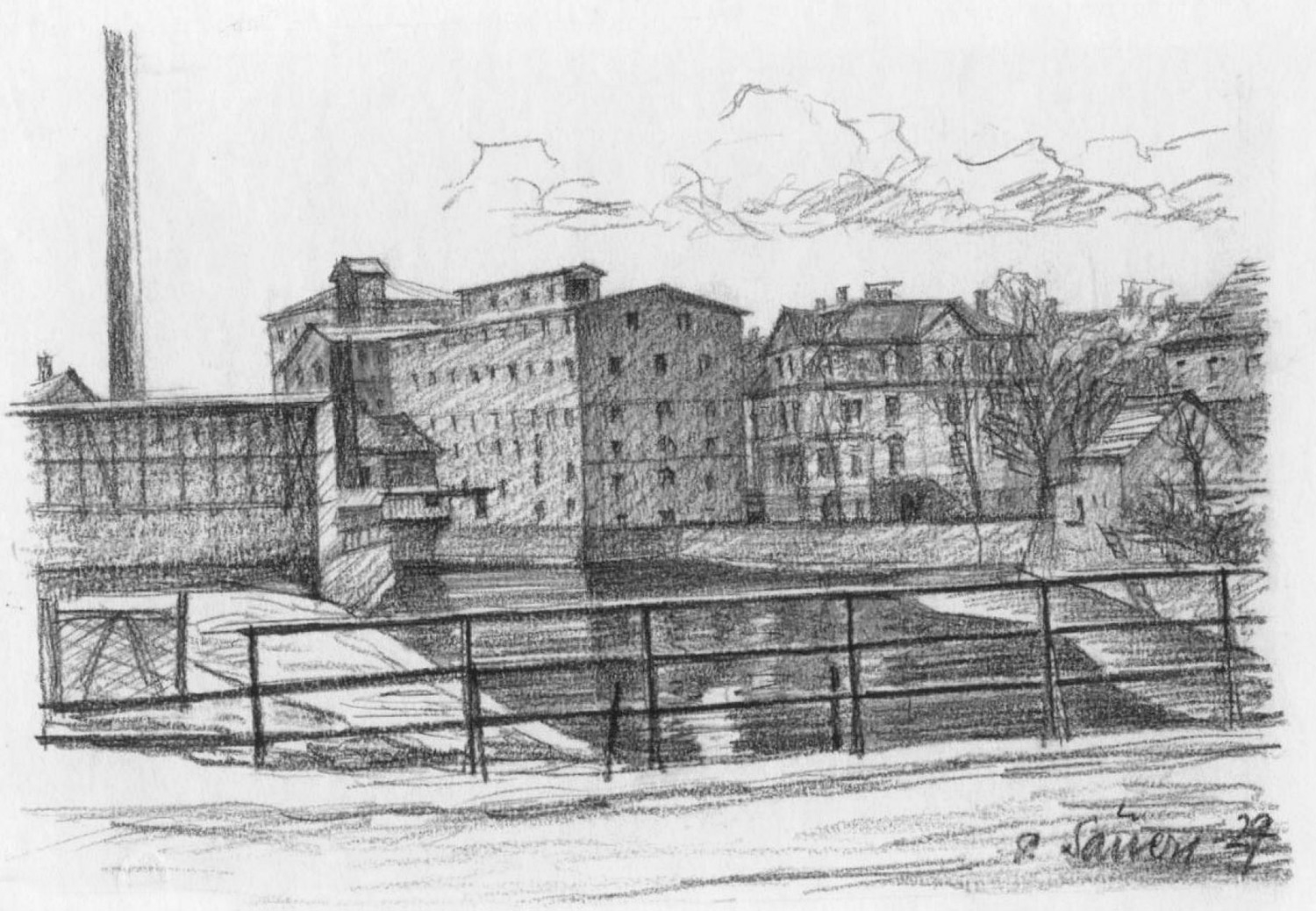
Die Mühle Großzschocher 1929

Nachdem die Elster die Citynähe Leipzigs passiert hat, folgten im Nordosten der Stadt weitere Mühlen, so in Wahren, Stahmeln, Lützschena und Hänichen. Hier existierte kein gemeinsamer langer Mühlgraben, sondern die Mühlen hatten einen eigenen kurzen oder lagen direkt am Fluss und regelten den Wasserstand über einen Abschlaggraben.
- Das Gebäude der nicht mehr betriebenen Mühle Wahren (Karte) steht noch.
- Die Mühle in Stahmeln (Karte) ist die einzige Mühle an der Weißen Elster, die heute noch arbeitet. Sie wurde erstmals 1486 in einem Zinsregister erwähnt. 1647 brannte sie vollständig nieder, 1661 ging sie in den Besitz von Rudolph Siegmund Fuchs über. Nach einem erneuten Brand wurden 1875 anstelle eines Wasserrades zwei Turbinen eingebaut und die meisten Mühlstein-Mahlgänge durch Walzenstühle ersetzt. 1893 kaufte Franz Lucke (1857–1927) die Mühle und erweiterte sie schrittweise. So wurden unter anderem zum Betrieb der Mühle auch bei Trockenheit und Hochwasser eine Dampfmaschine eingebaut sowie die Turbinen erneuert. 1896 wurde das zur Mühle gehörende Wohnhaus abgebrochen und durch ein Kontorgebäude ersetzt, eine neue Fabrikantenvilla wurde in der Mühlenstraße 17 erbaut. Zur Mühle gehört auch das Obermüllerhaus Am Anger. Bis zur Umrüstung im Jahr 1905 und dem damit verbundenen Neubau eines fünfstöckigen Reinigungsgebäudes belieferte die Mühle als Proviantmüllerei für das Heer die Garnison auf der Pleißenburg. Nach dem Abriss der meisten Gebäude wurde die Anlage, die heute das Stahmelner Ortsbild prägt, nach dem Entwurf von Max Woldemar Vogel aus Leipzig und der technischen Einrichtung der Amme, Giesecke & Konegen AG Braunschweig im Jahr 1912 neu errichtet. Dabei wurden neue Walzenstühle, Elevatoren, Plansichter und Putzmaschinen eingebaut, das Getreidesilo vergrößert und der Mehlspeicher erweitert. Die Maschinenaggregate versah man zusätzlich mit einem elektrischen Motorenantrieb. Da im Ersten Weltkrieg die Reichsgetreidestelle die Lagerung großer Getreidemengen verlangte, bekam die Mühle 1916/17 ein achtstöckiges 35 Meter hohes Getreidesilo. Auf seiner Betongründung wurde 1934/35 zusätzlich ein 1500 Tonnen fassendes sechsteiliges Stahlsilo errichtet. Die markante Form des mit Trocknungs- und Areginal-Vergasungsanlage ausgestatteten Silos dominiert das gesamte Mühlenareal. In der NS-Zeit waren die Kunstmühlen-Werke Franz Lucke Nationalsozialistischer Musterbetrieb. Nach dem Zweiten Weltkrieg galten die nun treuhänderisch verwalteten Mühlenwerke als zweitgrößter Mühlenbetrieb Sachsens.[21][22][23]
- Von der zunächst zum Rittergut gehörenden Mühle in Lützschena (Karte) wird berichtet, dass sie 1547 bei Kriegshandlungen in Brand geraten, aber wieder aufgebaut worden ist. 1796–1800 wurde das Mühlengut neu erbaut. Heute wird an der Stelle der Mühle eine Wasserkraftanlage betrieben.
- Die Wasserrechte der Mühle in Hänichen (Karte) lassen sich bis in das 15. Jahrhundert zurückverfolgen. 1921 wurde sie nach einem Brand wieder aufgebaut und ging 1925 an die Stern-Brotfabrik in Leipzig-Eutritzsch. Von 1980 bis 1991 diente die Mühle als Ausländerwohnheim. Heute arbeitet hier eine Wasserkraftanlage.

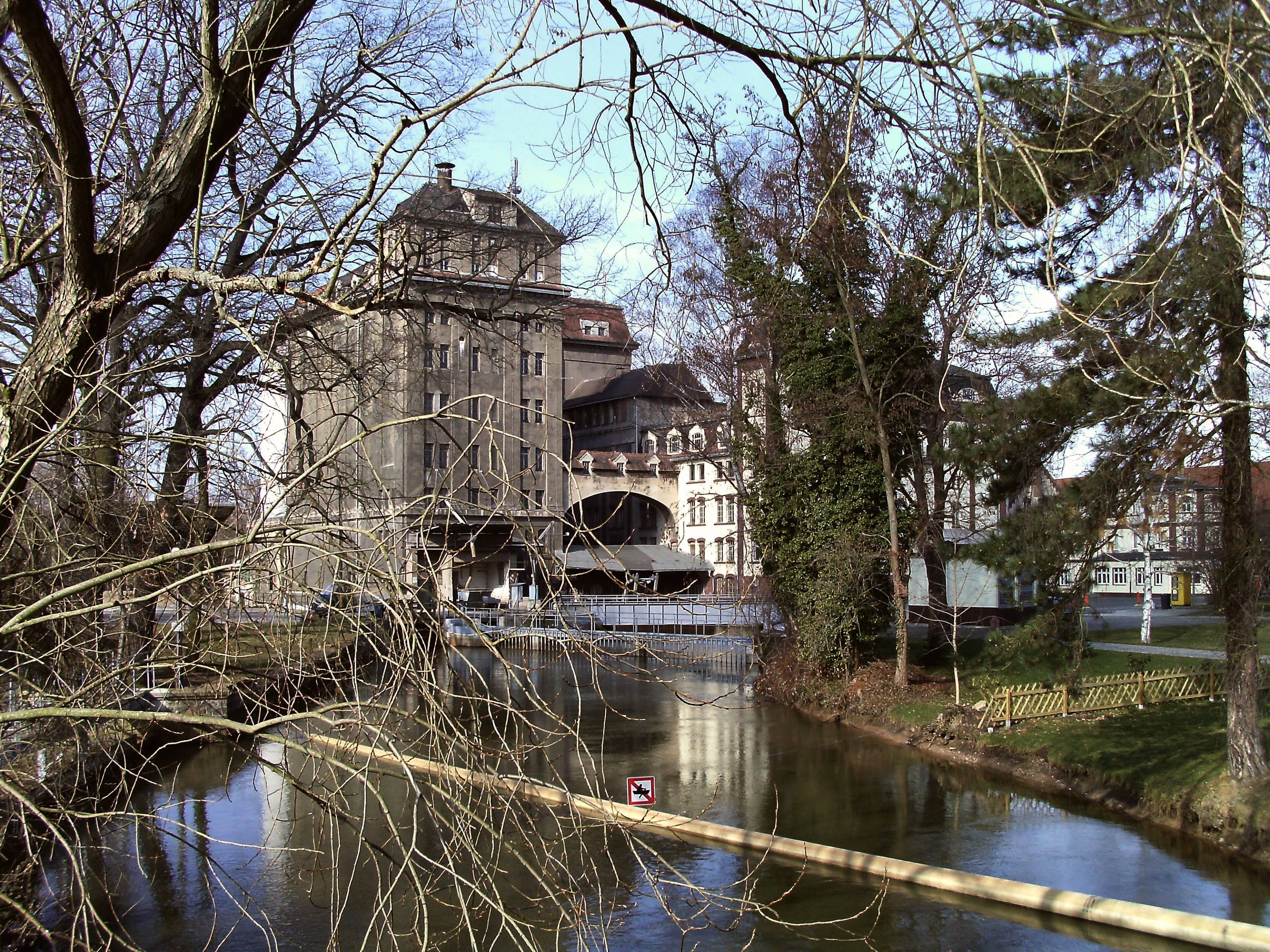
Die Stahmelner Mühle 2012
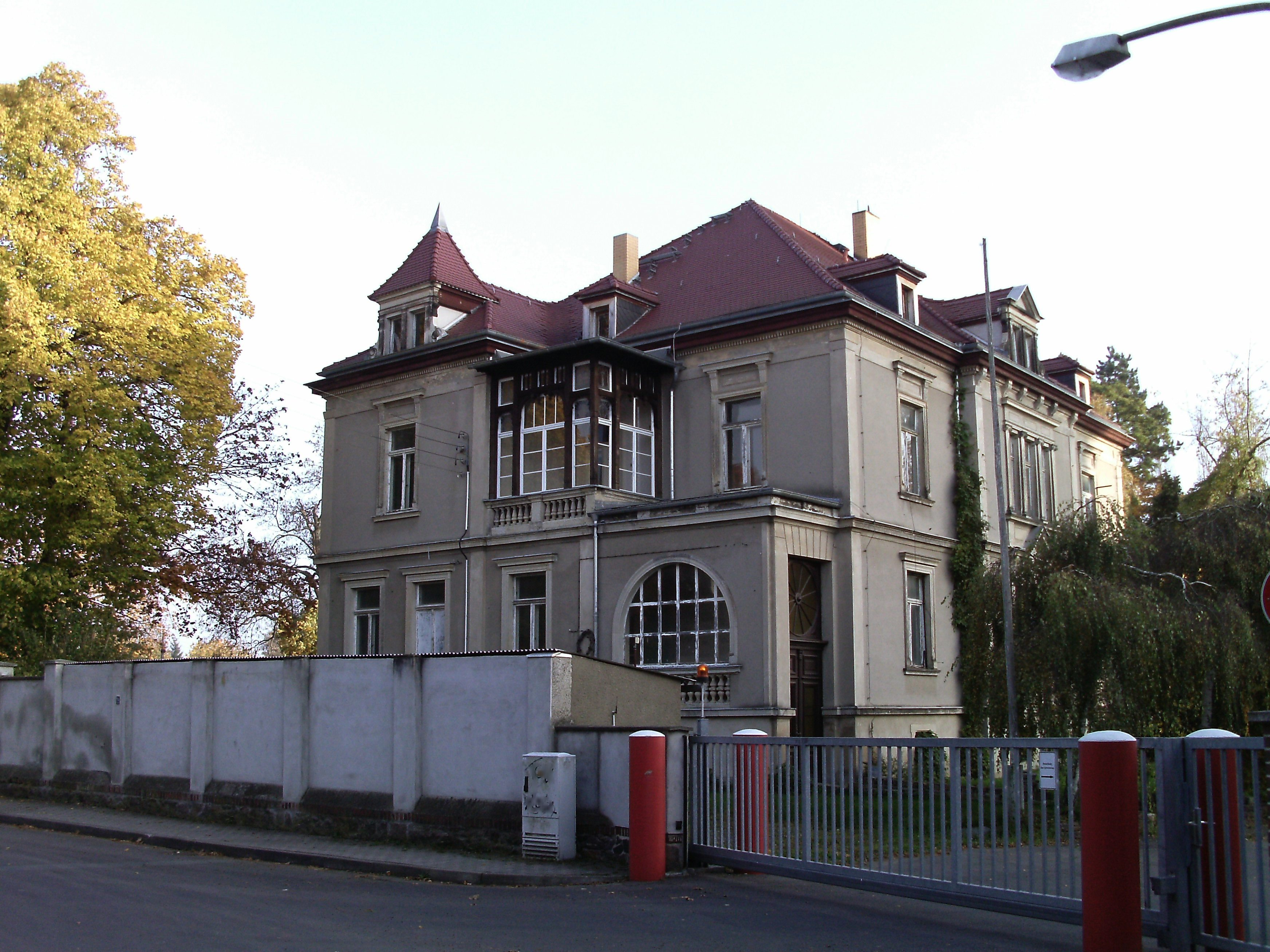
Fabrikantenvilla der Stahmelner Mühle
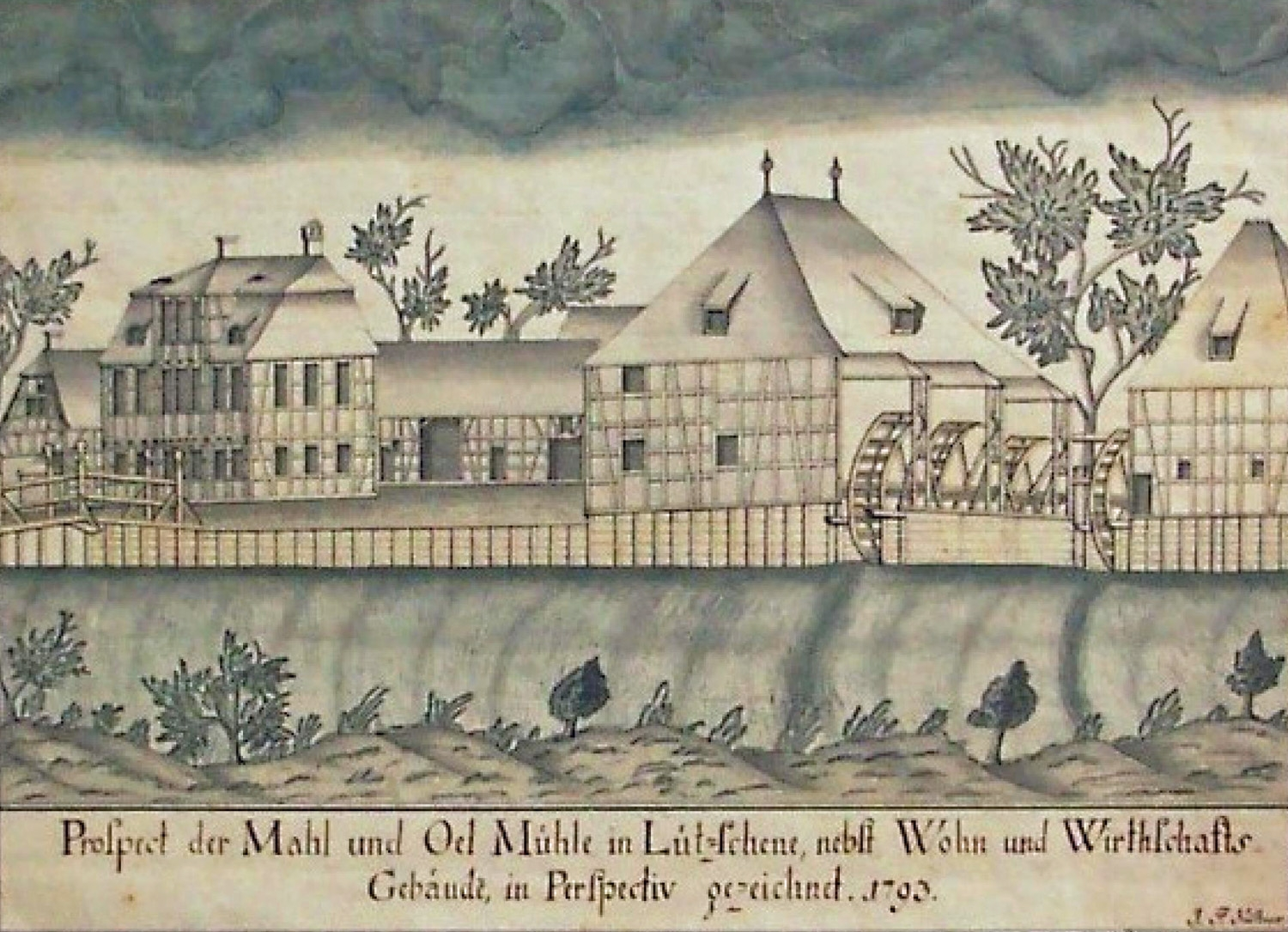
Die Mühle Lützschena 1793

### An der Parthe
Obwohl die Parthe bei Weitem nicht so wasserreich wie Pleiße und Elster ist, wurden an ihr auch Mühlen betrieben. Auf heutigem Leipziger Stadtgebiet waren das diejenigen in Portitz, Thekla und Schönefeld. Von der Portitzer Mühle (Karte) und der Theklaer Mühle (Karte) ist heute nichts mehr vorhanden. Durch Flussbegradigungen liegen die ehemaligen Mühlenstandorte heute zum Teil nicht mehr am Fluss.
- Die Wassermühle Schönefeld (Karte) war schon zur Ersterwähnung Schönefelds 1278 vorhanden. Sie wurde ebenso wie das Schönefelder Schloss und die Kirche mehrmals zerstört und wieder aufgebaut. Wegen der Begradigung der Parthe wurde der Betrieb 1928 eingestellt, das Gebäude jedoch weiterhin gewerblich genutzt. Ein Gewitter setzte am 20. Mai 2006 den Dachstuhl des Mühlengebäudes in der Ossietzkystraße 70 in Brand. Der Brandschaden wurde beseitigt, das Gebäude ist jedoch zur Zeit ungenutzt.
- Die Mühle in Gohlis (Karte) wurde zwar häufig als an der Pleiße gelegen beschrieben, da mit der Einleitung des Pleißemühlgrabens in die Parthe (siehe oben) diese in ihrem Endstück zeitweilig als Pleiße bezeichnet wurde. Dennoch lag sie, streng genommen, an der Parthe. Die Mühle wurde 1390 erstmals erwähnt. Im Jahre 1877 wurde das Mühlengebäude nochmals neu aufgebaut, bevor der Mühle durch Flussregulierungen zwischen 1905 und 1913 ihr Wasseranschluss verlorenging und 1908 der Mühlenbetrieb eingestellt wurde. Im zur Mühle gehörenden Wohnhaus wurde schon zu Mühlenzeiten und auch danach eine Gastwirtschaft betrieben. Nach dem Verfall der Gebäude nach 1990 ist die Anlage seit 2011 umfassend saniert. Sie beherbergt eine Kindertagesstätte, Büros und im ehemaligen Mühlengebäude auch wieder eine Gaststätte.

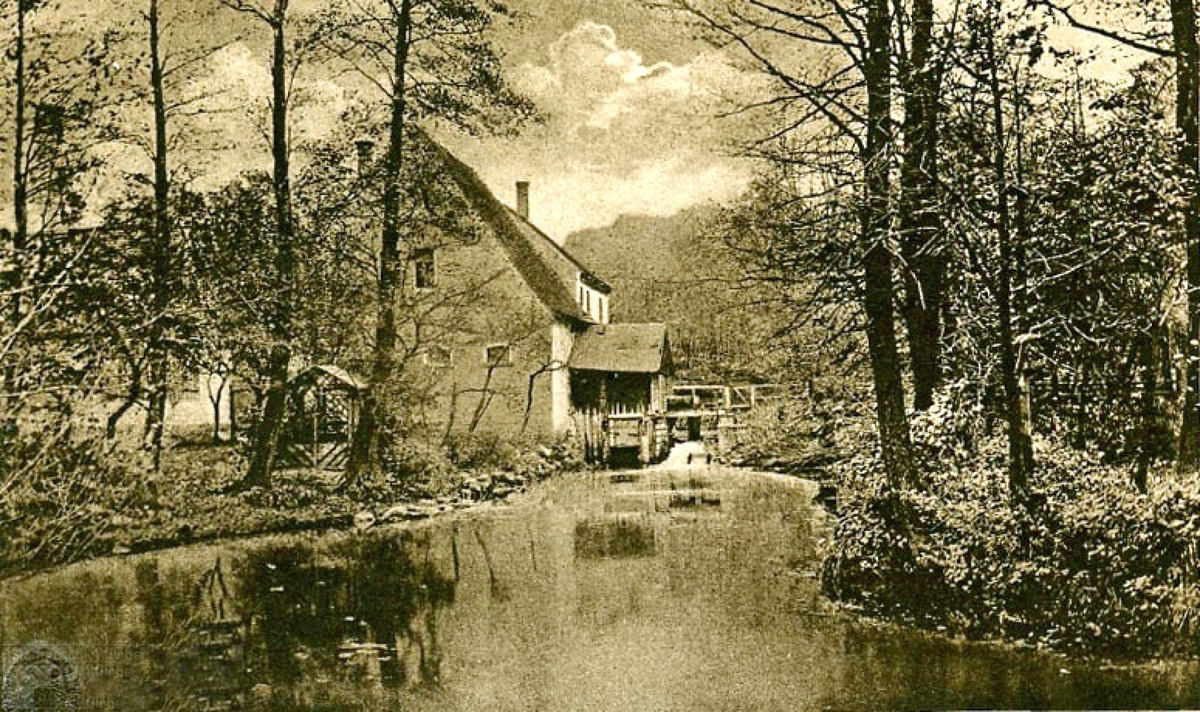
Die Waldmühle Portitz 1920
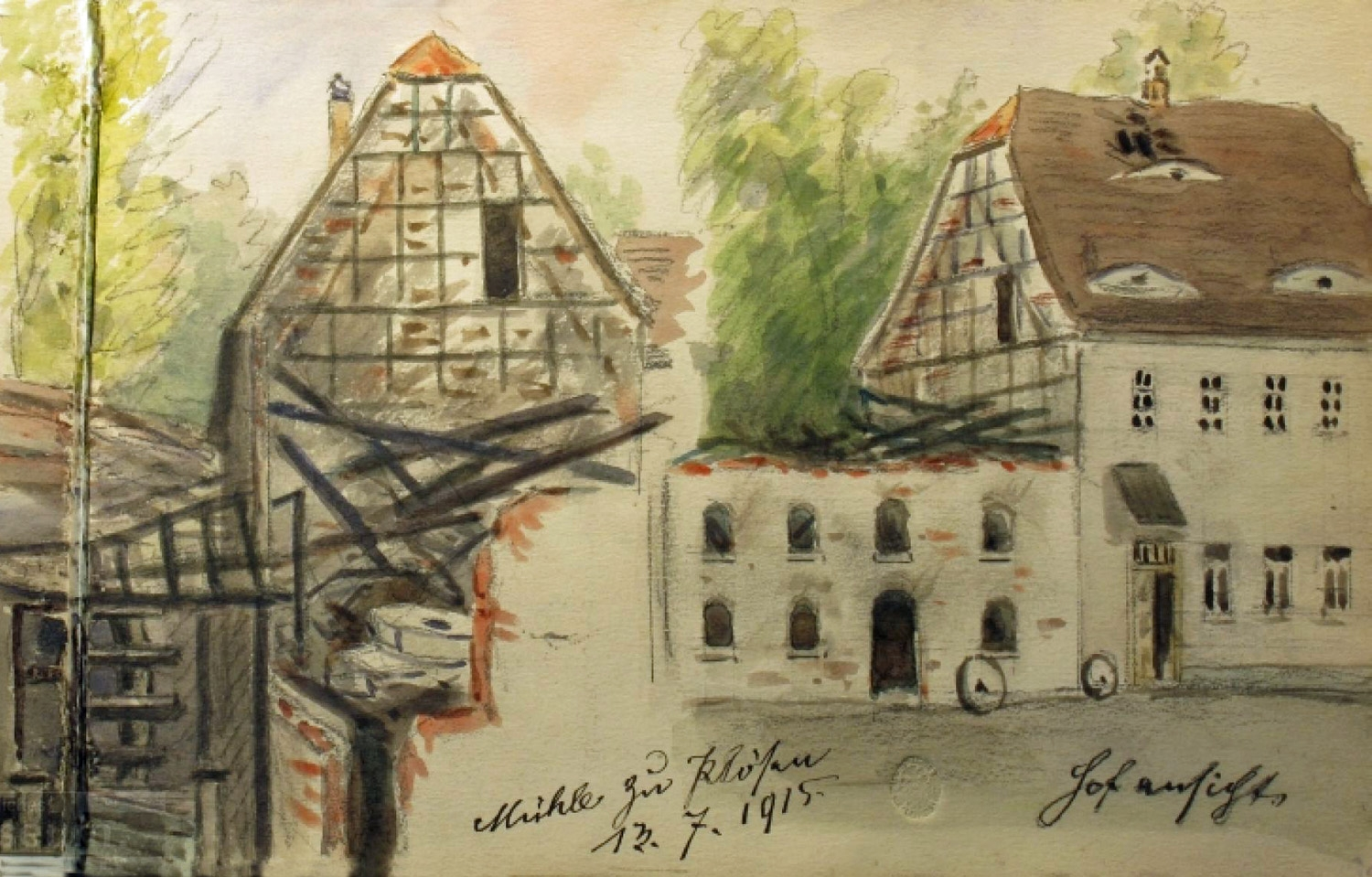
Die Theklaer Mühle 1915
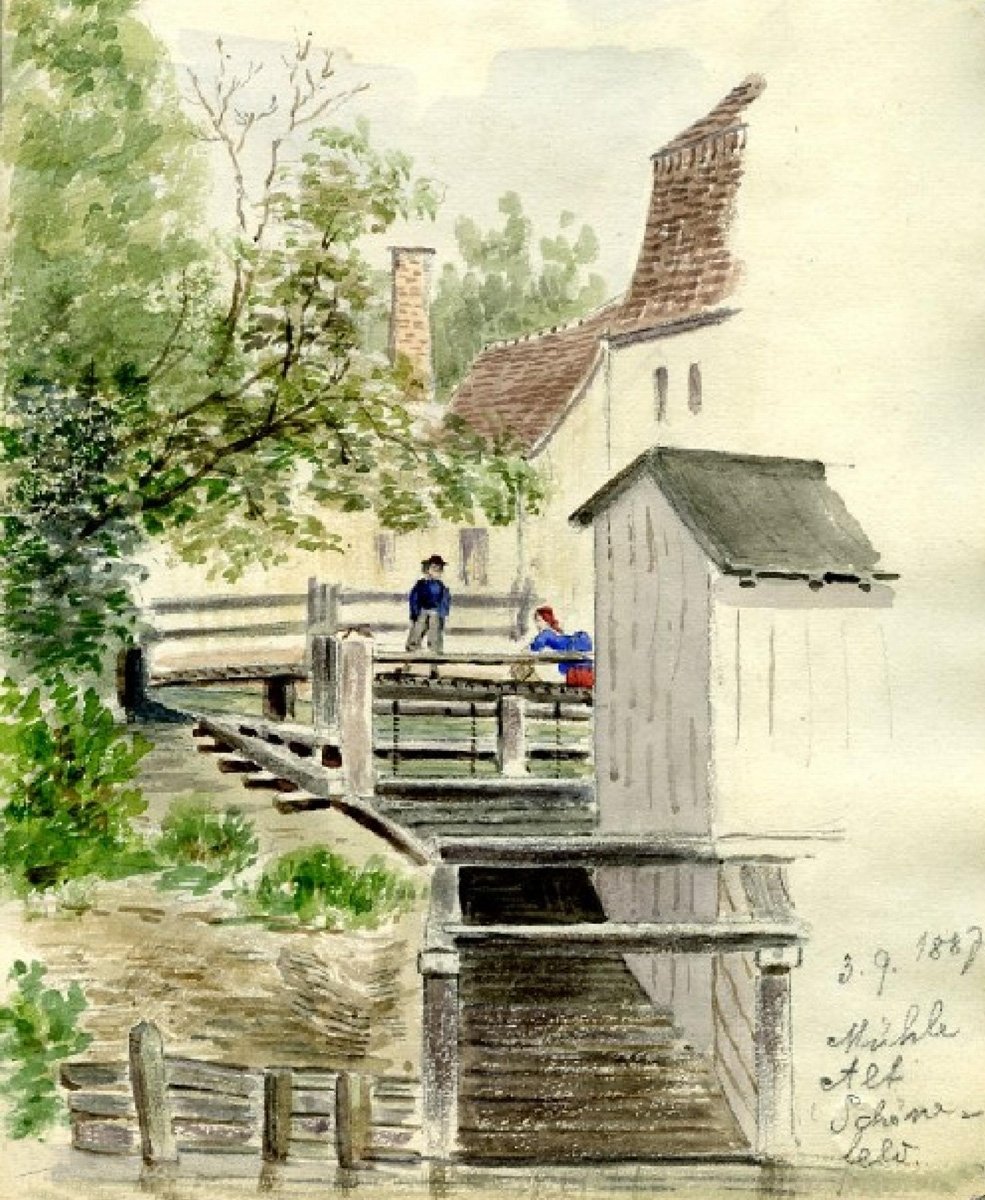
Die Schönefelder Mühle 1887
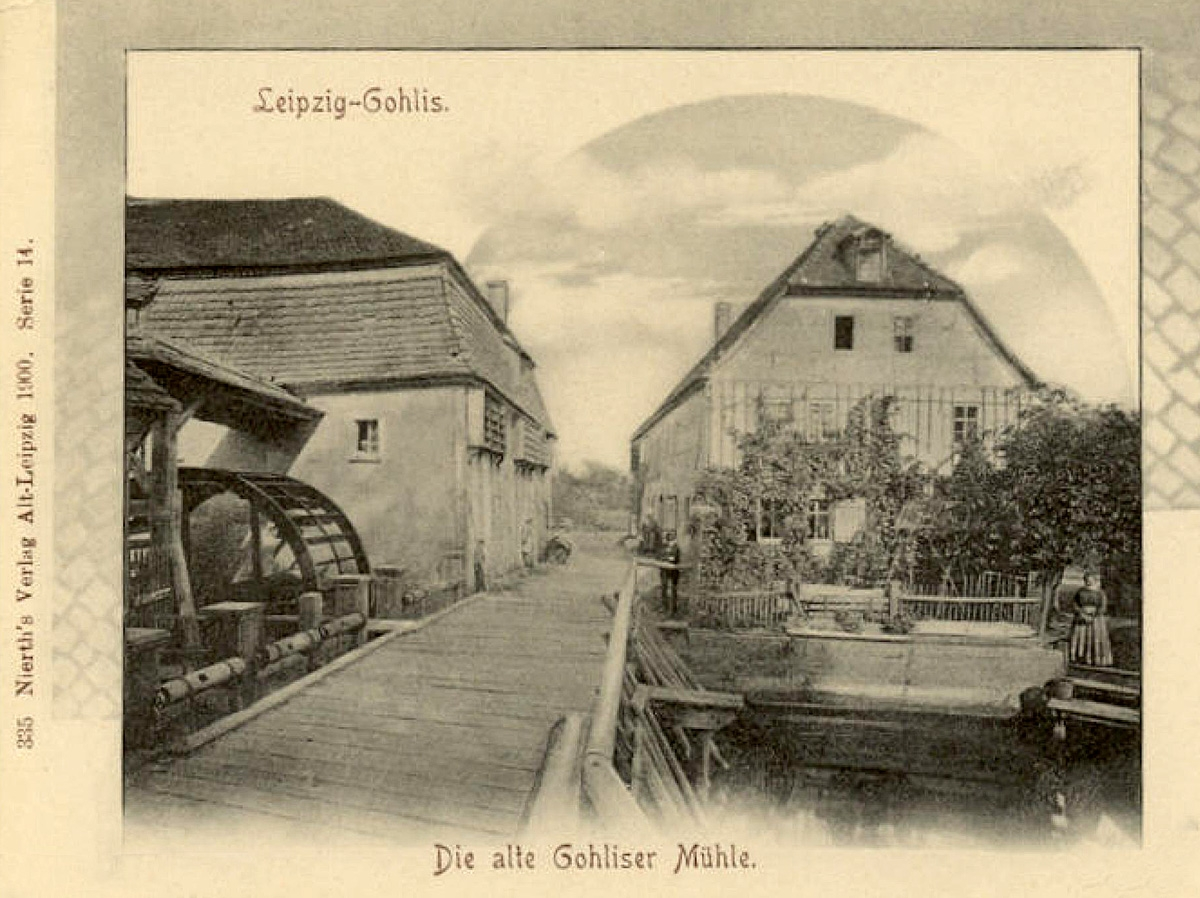
Die Wasserseite der Gohliser Mühle um 1900
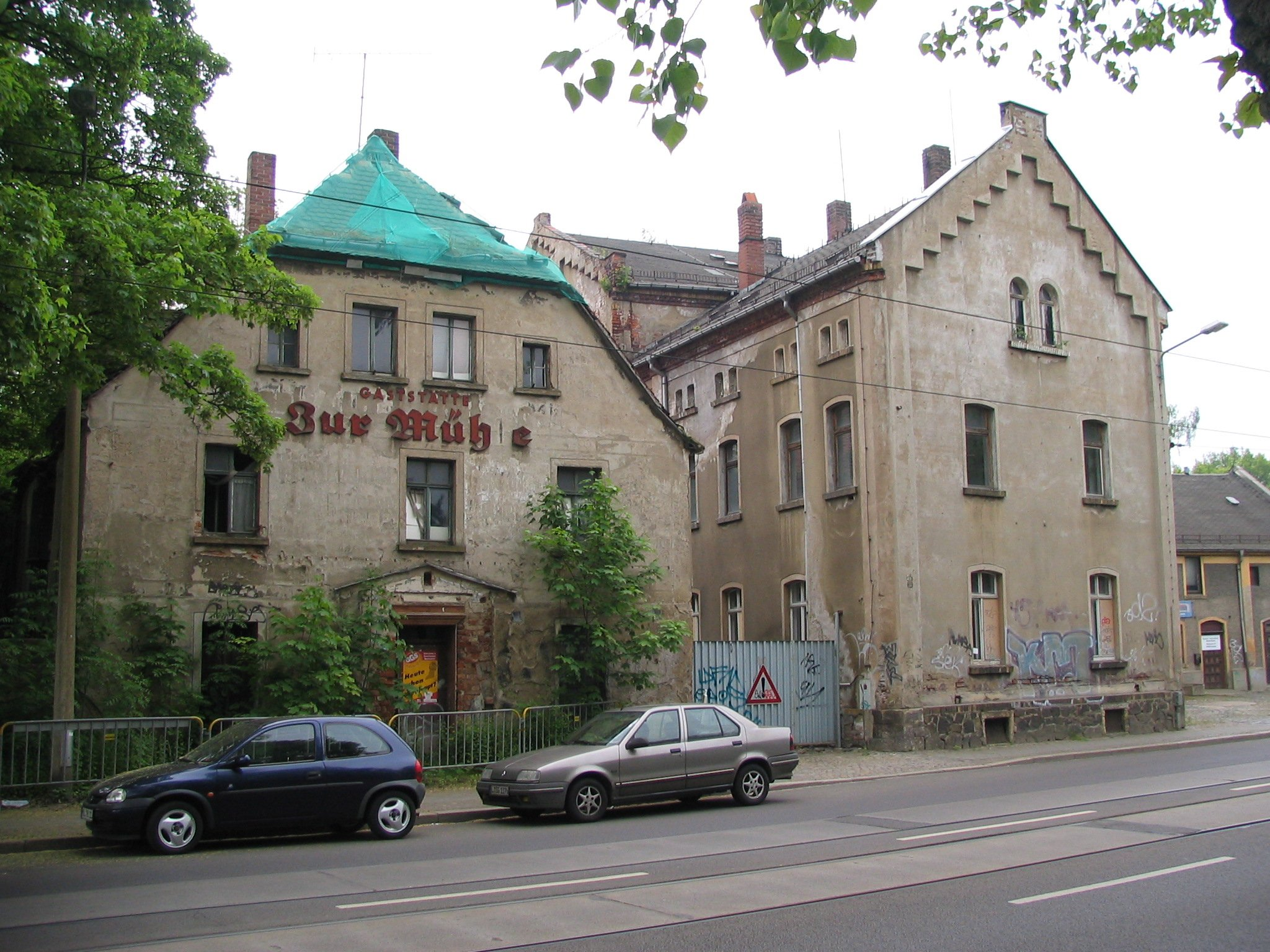
Die Gohliser Mühle 2006

### An Luppe und Zschampert

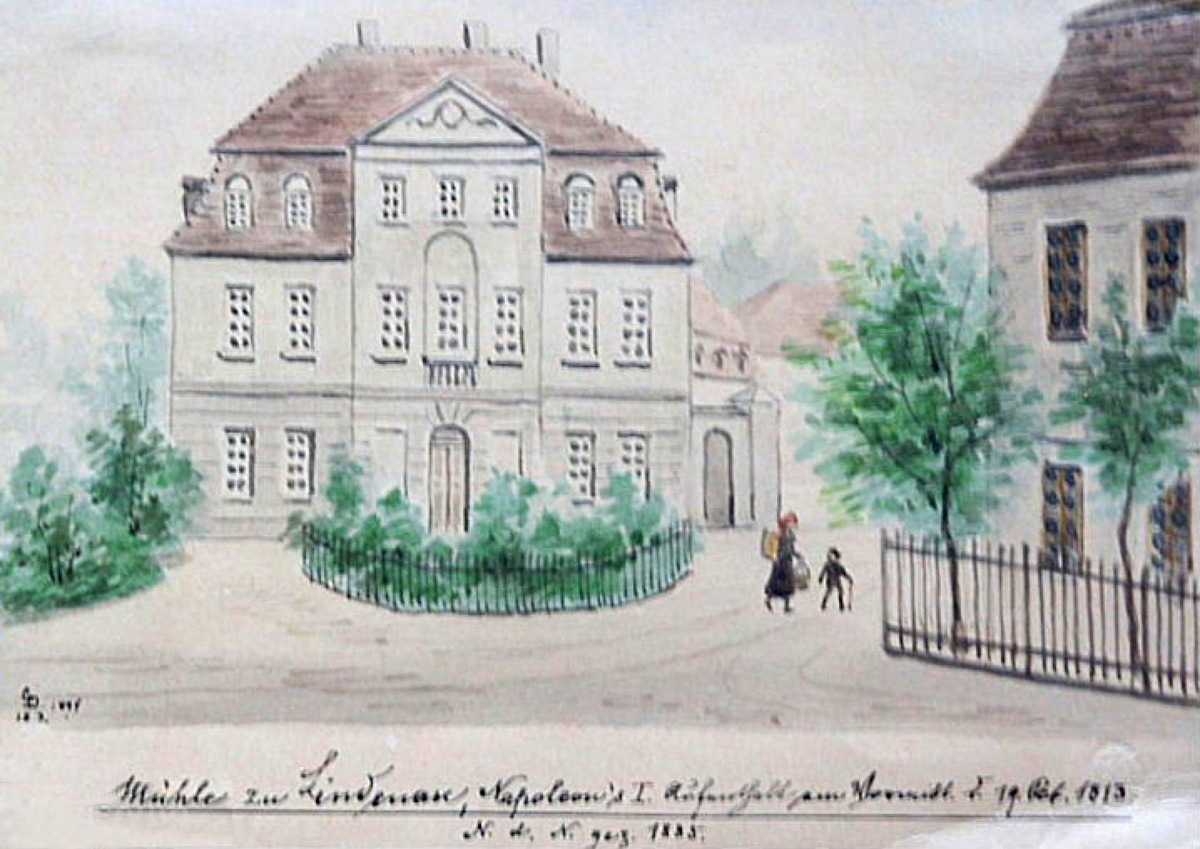
Wohnhaus der Lindenauer Mühle 1885

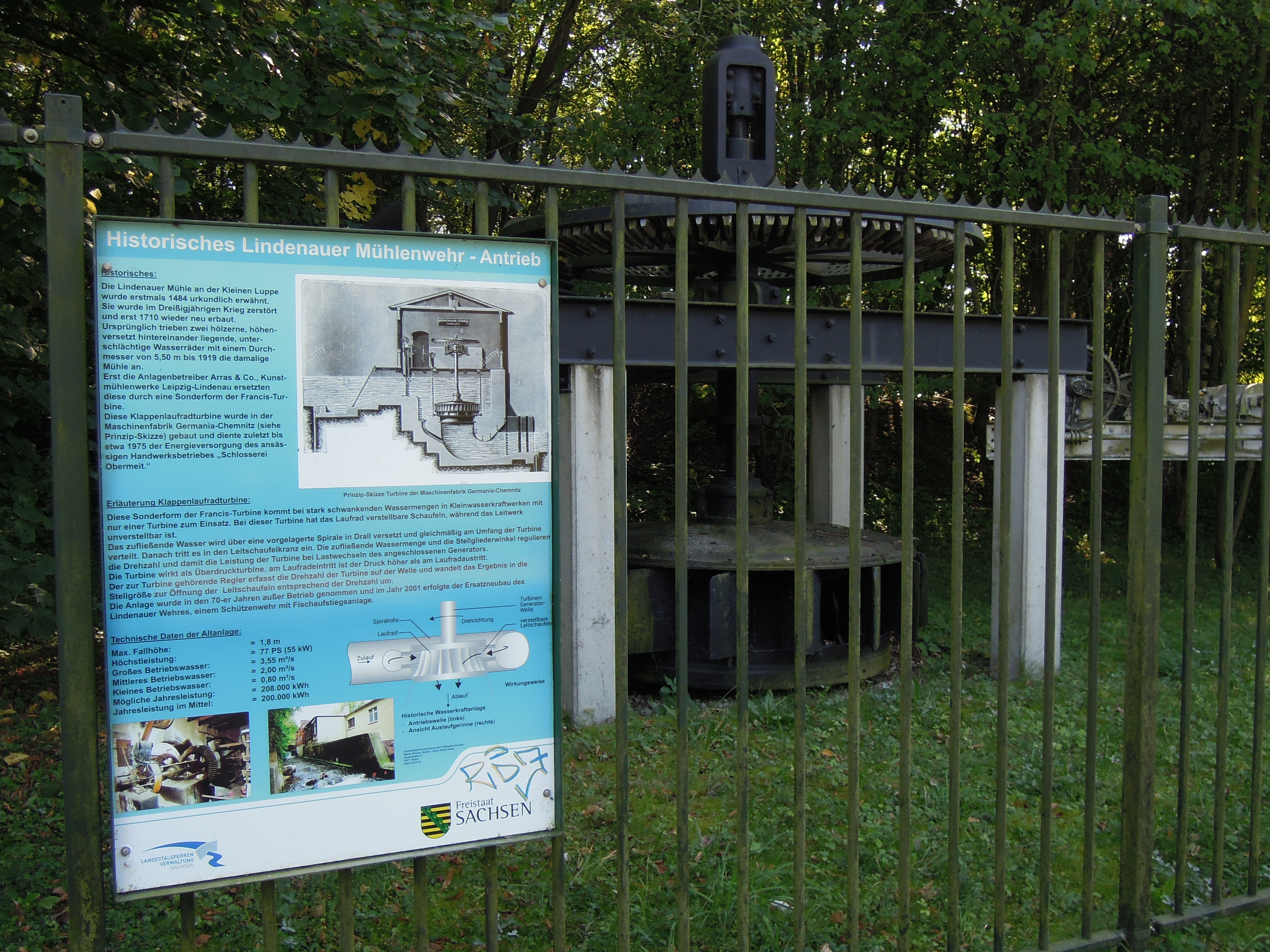
Bis 1975 genutztes Klappenlaufrad der Lindenauer Mühle (2024)

Von den ehemaligen Mühlen an Luppe und Zschampert ist keine mehr in Betrieb.
- Die 1448 erstmals erwähnte Mühle in Lindenau (Karte) an der Luppe (nach wasserbaulichen Maßnahmen heute Kleine Luppe) war am Anfang eine Walkmühle. Am 18. Mai 1553 wurde sie von Johann Schaffhirt für 1000 Gulden gekauft und in eine Papiermühle umgewandelt. Johann Schaffhirt ist Bruder des Hieronymus Schaffhirt und wurde um 1522 geboren. Dann bekam er leider Probleme mit den Ratenzahlungen und sein Vater Michael übernahm 1556 für kurze Zeit. Michael starb im gleichen Jahr. Am 12. November 1558 verkauft Johann Schaffhirt mit seiner Frau die Papiermühle an den Rat der Stadt Leipzig für 750 Gulden. Johann ging nach Dresden zurück und kaufte 1559 ein Stück Land in Aussig zum Bau einer Papiermühle. Später wurde das Gebäude in eine Getreidemühle umgewandelt, im Dreißigjährigen Krieg zerstört und erst 1710 wieder aufgebaut.[24] Auf seinem Rückzug weilte Kaiser Napoleon am 19. Oktober 1813 kurzzeitig in der Lindenauer Mühle. Bis 1919 wurde die Lindenauer Mühle von zwei hölzernen, unterschlächtigen Wasserrädern angetrieben. Nachdem sie 1920 abgebrannt war, wurde eine Klappenlaufradturbine mit einer Höchstleistung von 77 PS bzw. 55 kW installiert, die bis 1975 Strom für eine Schlosserei erzeugte.
- Die Mühlen in Böhlitz (Karte) und Gundorf (Karte) lagen beide an einem von der damaligen Luppe abgezweigten Mühlgraben. Nach dem Ausbau der Neuen Luppe in den 1930er-Jahren war ein Mühlenbetrieb an dem nun wasserarmen Fluss nicht mehr möglich.
- Die Mühle in Rückmarsdorf (Karte) wurde am Auslauf eines kleinen Teiches betrieben, der von einem vom Bach Zschampert abgezweigten Mühlgraben gespeist wurde.

## Windmühlen
Die ältesten erwähnten Windmühlen in der Nähe der Stadt standen in etwa am heutigen Bayrischen Platz. Sie wurden bereits während des Dreißigjährigen Krieges zerstört. Erinnerung daran lebt in der dorthin führenden Windmühlenstraße.
In den später eingemeindeten Dörfern um Leipzig gab es sehr viele Windmühlen. So sind auf den Königlichen Generalstabskarten von 1879 auf dem Gebiet, das jetzt das Stadtgebiet Leipzigs darstellt, 35 Windmühlen verzeichnet. Sie waren besonders in Bereichen ohne ausreichende Fließgewässer und in windexponierten Lagen östlich und nördlich der Stadt zu finden.

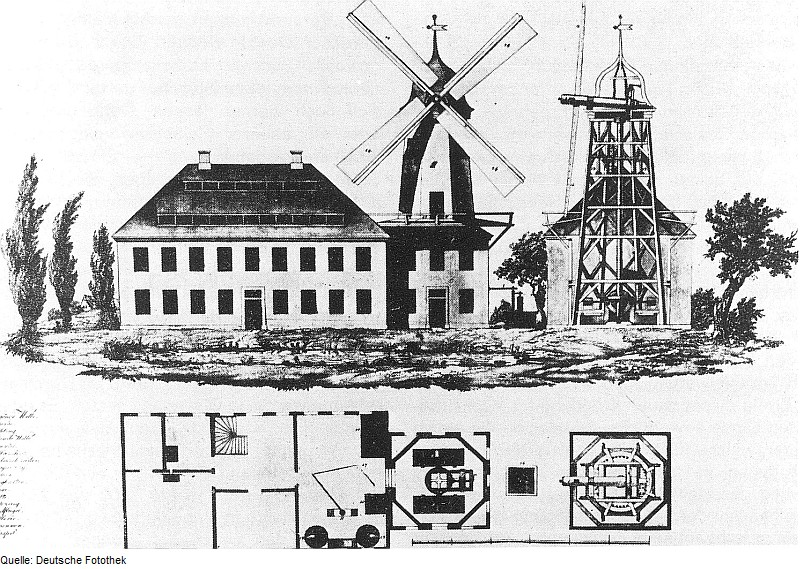
Die Papiermühle in Stötteritz

Die Mühlen dienten nicht nur dem Getreidemahlen. Als Beispiele seien die Quandtsche Tabaksmühle in Thonberg (Karte) und die Papiermühle in Stötteritz (Karte) genannt. In der Tabaksmühle, die während der Völkerschlacht zerstört wurde, wurde Tabak zur Herstellung von Schnupftabak gemahlen. In der 1801 erbauten Papiermühle wurden ab 1803 Hadern zu braunem Packpapier verarbeitet. Sie brannte schon 1810 ab. An beide Mühlen erinnern noch Straßennamen in Leipzig.
Von den Leipziger Windmühlen ist nur noch sehr wenig erhalten. Die stadtnahen mussten zum Ende des 19. Jahrhunderts der Stadterweiterung weichen. An der Stelle der Kleinzschocherschen Windmühle (Karte) entstand ab 1890 die Bebauung um den Gießerplatz. Die Eutritzscher Windmühle (Karte) verschwand 1889. Am längsten in Stadtnähe – bis 1910 – hielt sich die Schönefelder Windmühle (Karte), die als Bockwindmühle 1712 errichtet worden war. Von 1841 bis 1860 war sie im Besitz des Hobby-Meteorologen Friedrich Wilhelm Stannebein.
Schließlich machte der elektrische Mühlenantrieb den Windmühlen den Garaus. Reste von Windmühlen in Leipzig finden sich noch in Knautnaundorf (Karte) als gemauertes Gehäuse sowie in Lindenthal (Karte) und in Holzhausen (Karte) noch mit Flügeln und in Göbschelwitz (Karte) nur noch als Fundament. Die 1878 erbaute Knauthainer Windmühle in der Rehbacher Straße (Karte) arbeitete noch bis 1954 mit Wind. Mit Elektroantrieb beliefert sie seit 1992 nur noch den Futtermittelhandel.

Die Quandtsche Tabaksmühle
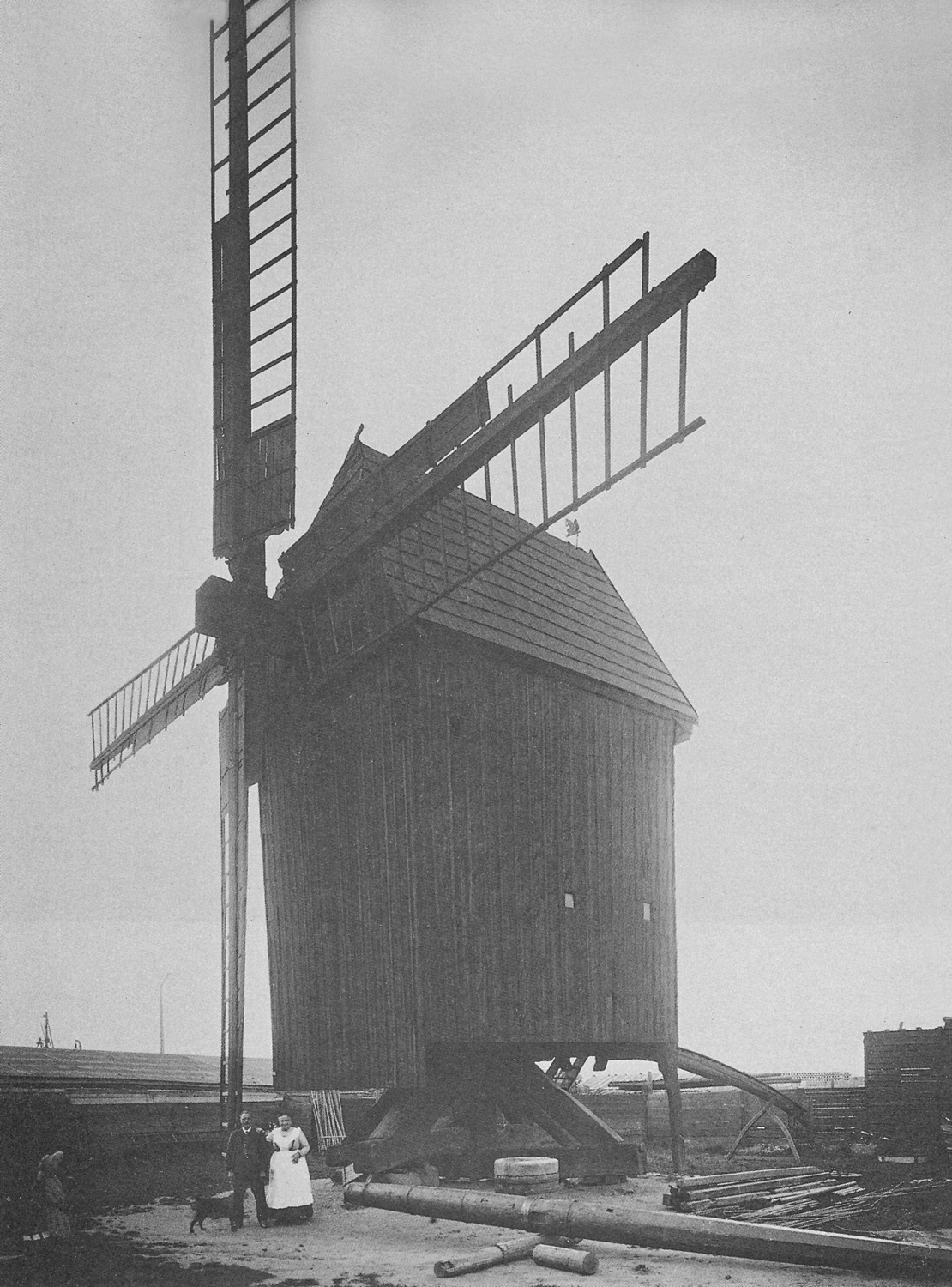
Die Schönefelder Windmühle 1906
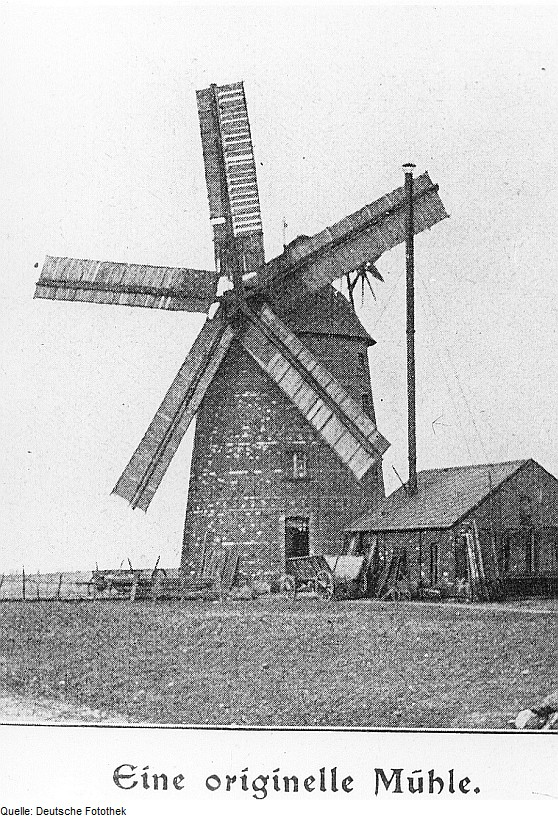
Die etwas spezielle Mühle in Hänichen 1908
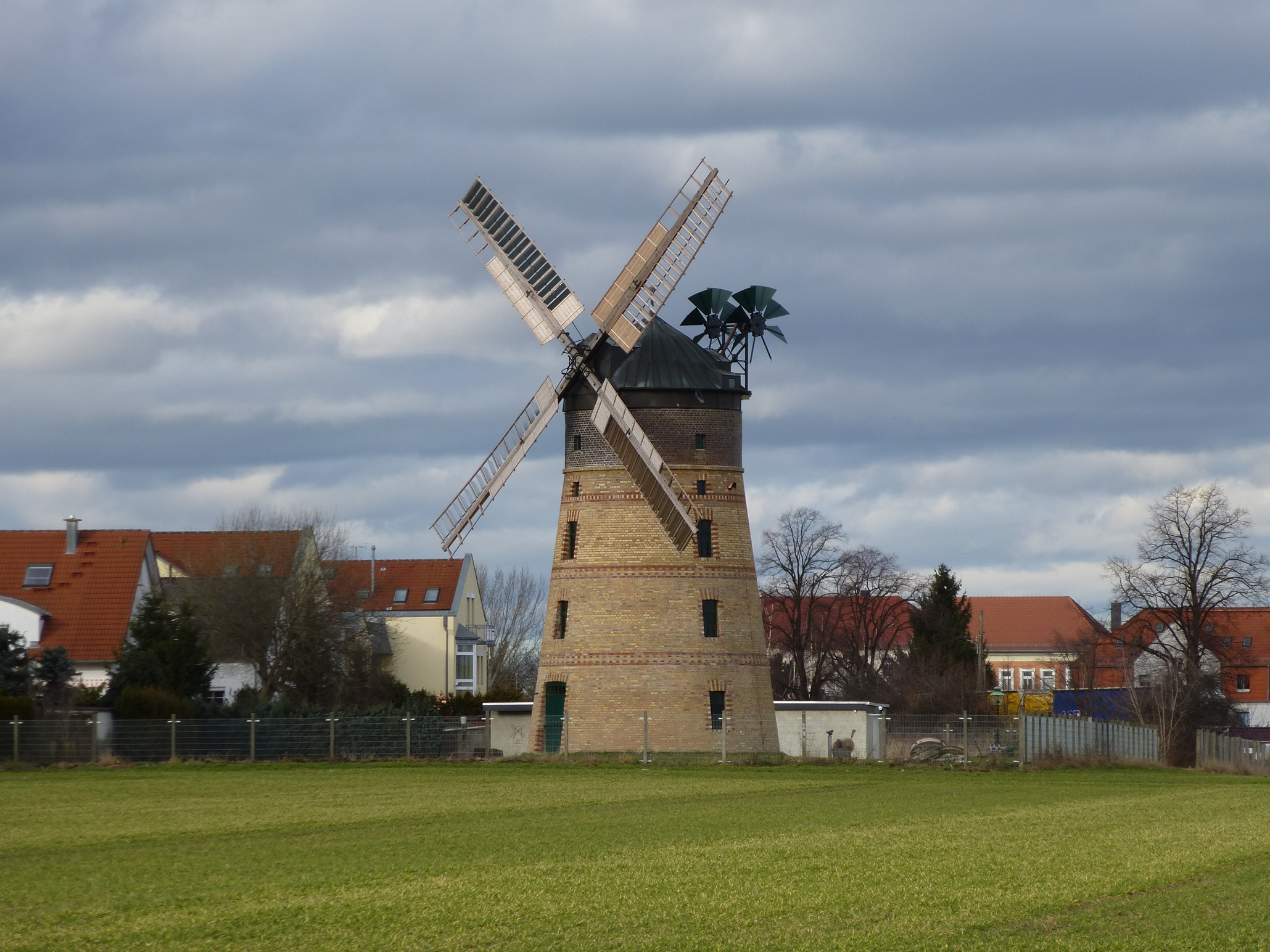
Die ehemalige Windmühle Lindenthal
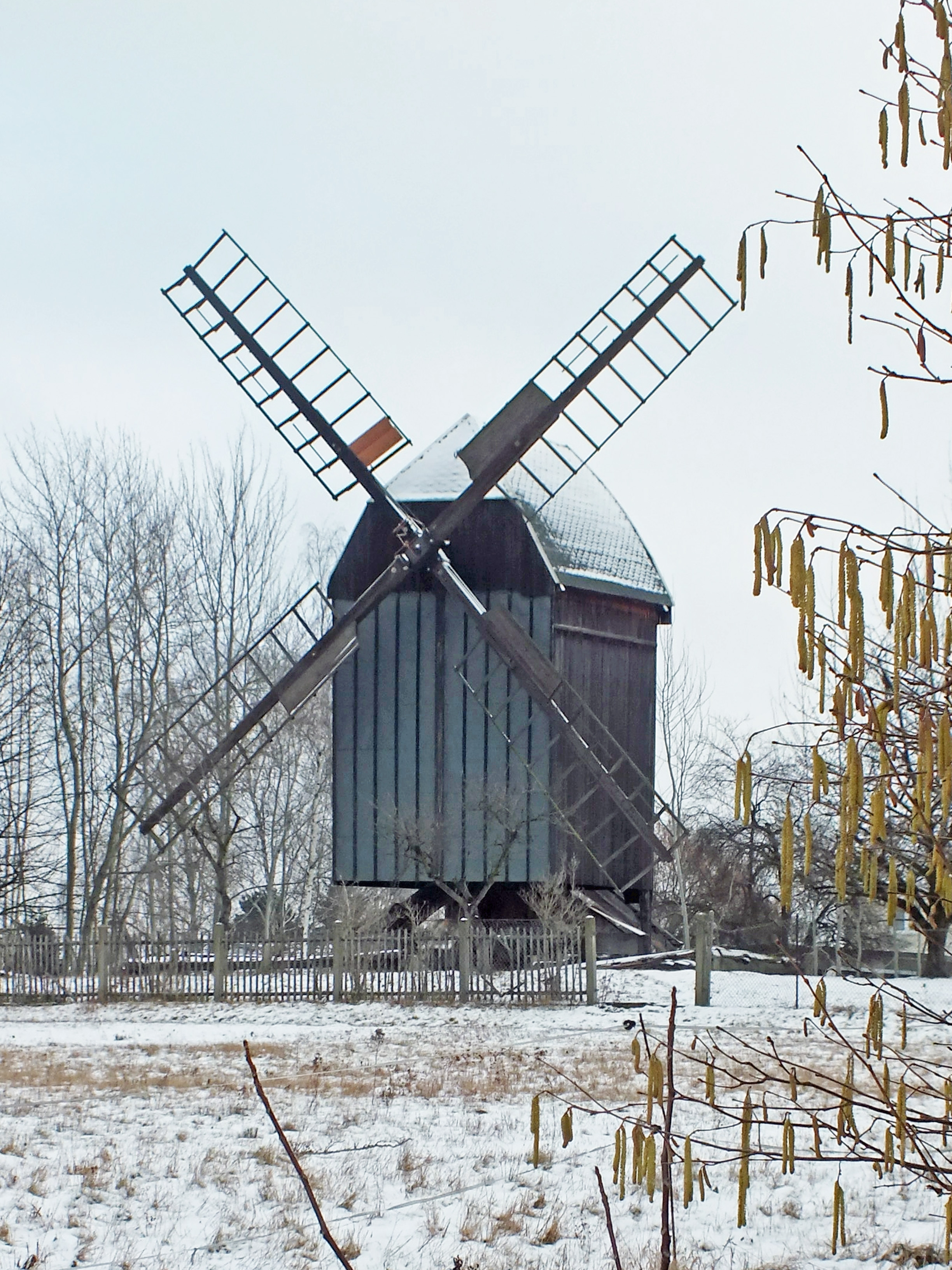
Die Windmühle Holzhausen 2013
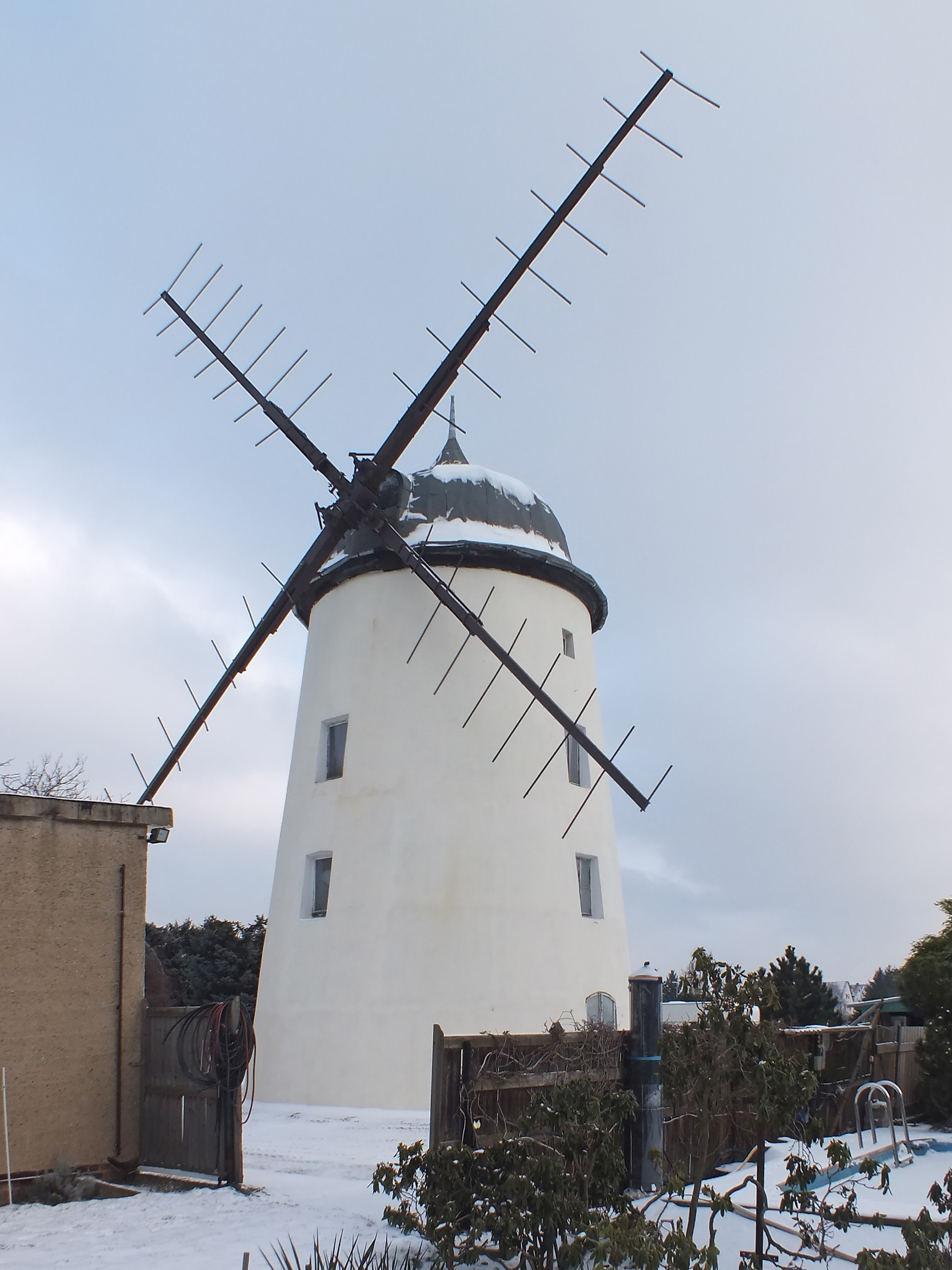
Die Windmühle Knauthain 2013